# Armée byzantine

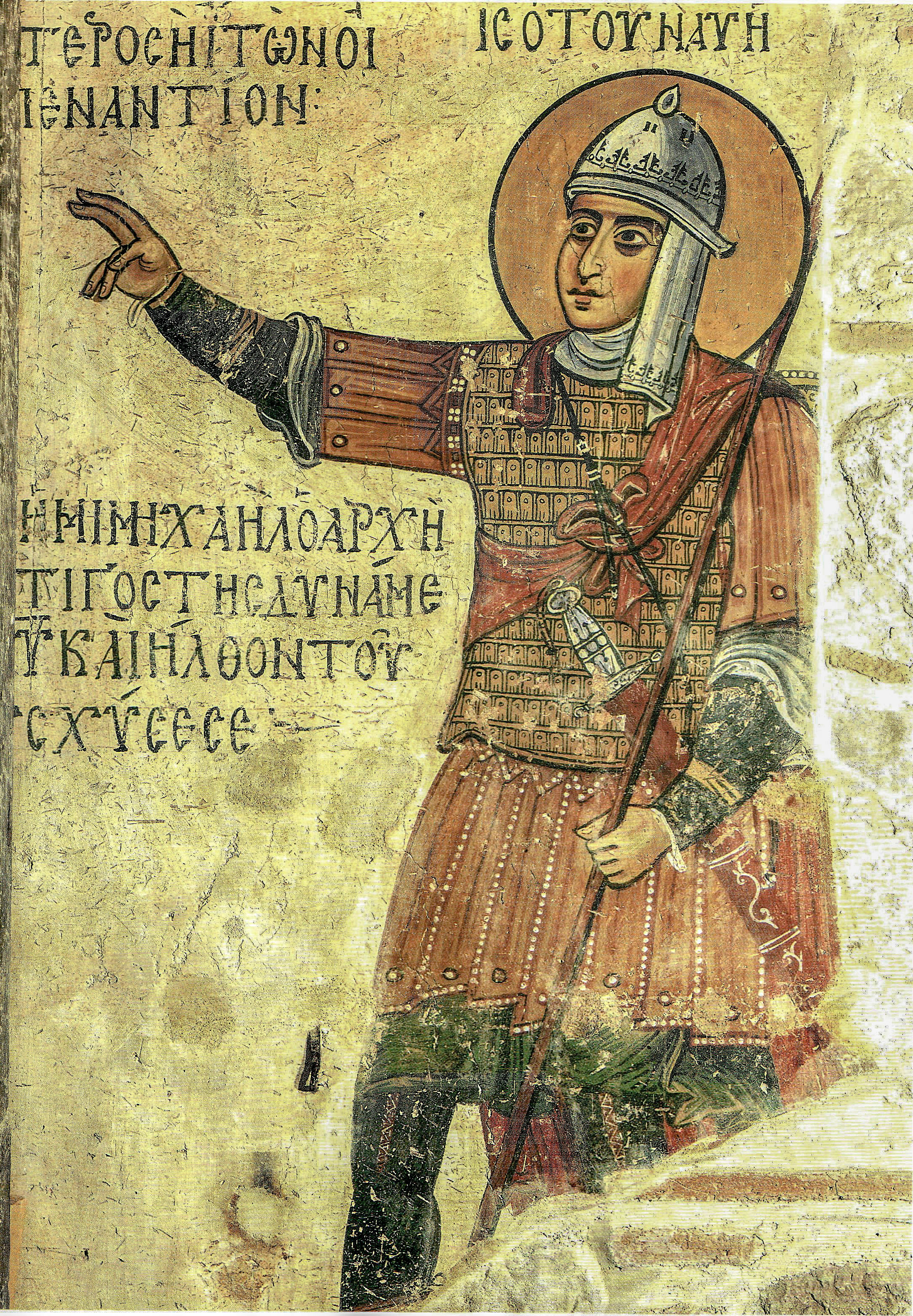
Fresque provenant du monastère de Saint-Lucas en Grèce.

 (octobre 2017).
L'armée byzantine était le corps militaire terrestre des forces armées byzantines, servant côte à côte avec la marine byzantine. Descendante directe des légions et de la marine romaine de l'ancien Empire romain, l'armée byzantine maintint un niveau similaire de discipline, de prouesse stratégique et d'organisation. Pour une grande part de son histoire, l'armée byzantine fut la plus puissante et la plus performante force militaire de toute l'Europe. La tactique militaire byzantine commença à évoluer de manière autonome après la chute de l'Empire romain d'Occident et la disparition des légions romaines.
La langue utilisée dans l'armée était au départ toujours le latin. Cependant, progressivement, et particulièrement à partir du VIe siècle, le grec a commencé à s'imposer, de la même façon qu'à la même époque il est devenu la langue officielle de tout l'empire.
À la différence des légions romaines, sa force résidait dans l'utilisation  d'une cavalerie lourde, appelée kataphractos (cataphractaire), qui était une évolution des clibanarii utilisés dans l'Empire romain dès le règne d'Hadrien. L'infanterie était encore employée mais principalement dans un rôle de soutien et comme base de manœuvre pour la cavalerie. La plus grande partie des fantassins de l'empire constituait ce que l'on pourrait appeler « l'infanterie lourde » — Skutatoi et plus tard, Kontarioi (pluriel de Kontarios) —, le reste formant « l'infanterie légère », avec les archers — Psiloi.
Le « Ρωμαίοι στρατιώται » ("Romaïoï Stratiotaï", "Soldats romains") était une force fidèle constituée de citoyens prêts à mourir pour défendre leurs maisons et leur État, et elle était renforcée par des mercenaires. La conscription était encore pratiquée pour l'infanterie, comme dans l'armée romaine, chaque citoyen étant susceptible d'être appelé pour servir. La formation était très poussée, comme celle des légionnaires, avec les soldats enfermés dans des casernes, apprenant les techniques de combat avec leurs épées. Mais comme vers la fin de l'Empire romain, le tir à l'arc était intensivement pratiqué.

## Histoire militaire

### L'Empire proto-byzantin (395-641)

#### L'Orient: front principal

Structure de commandement, vers 395

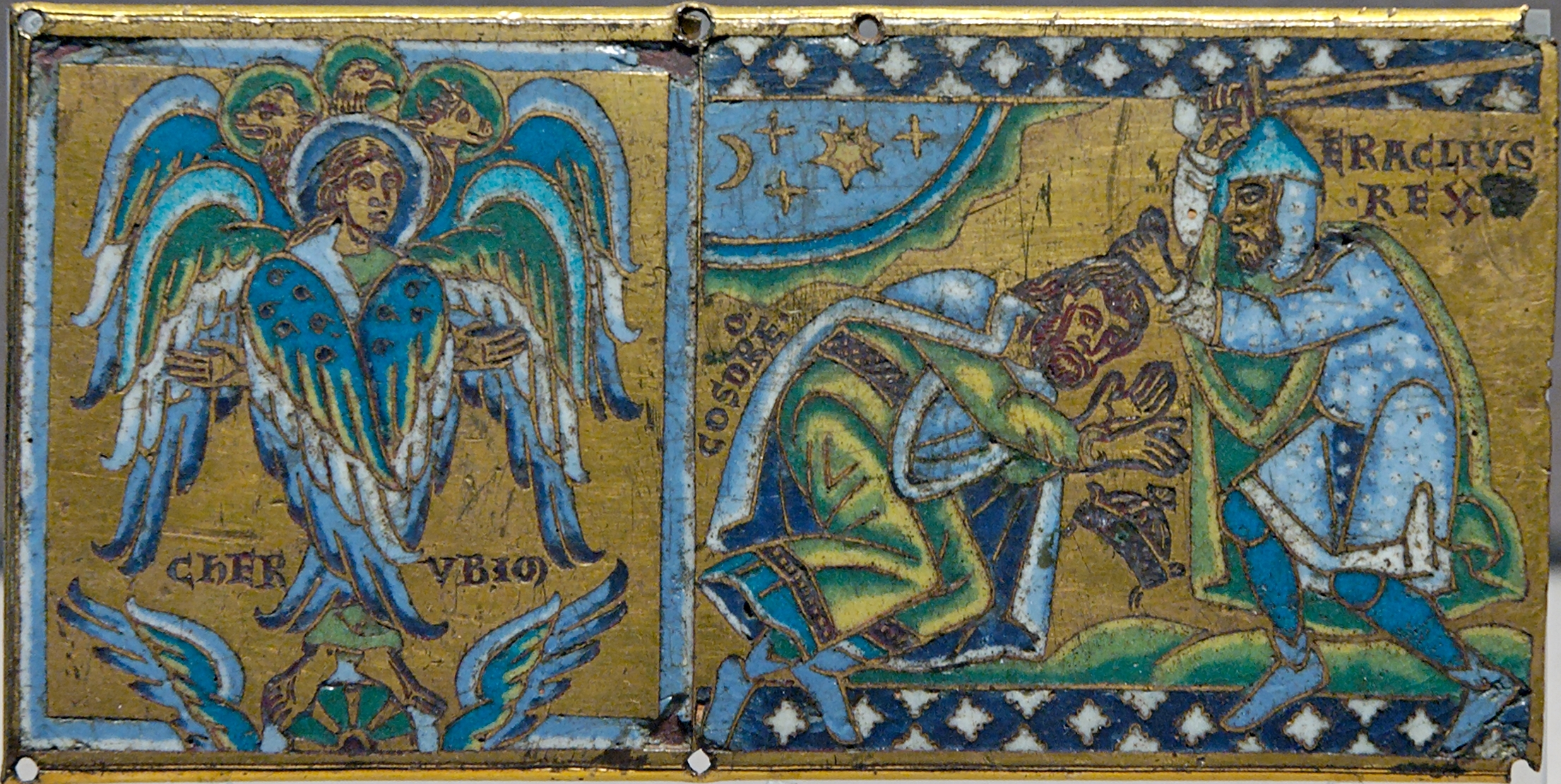
Chérubin et l'empereur Héraclius soumettant le roi sassanide Khosro II, plaque provenant d'une croix. Émail champlevé sur cuivre doré, 1160-1170.

Frontière byzantino-perse.

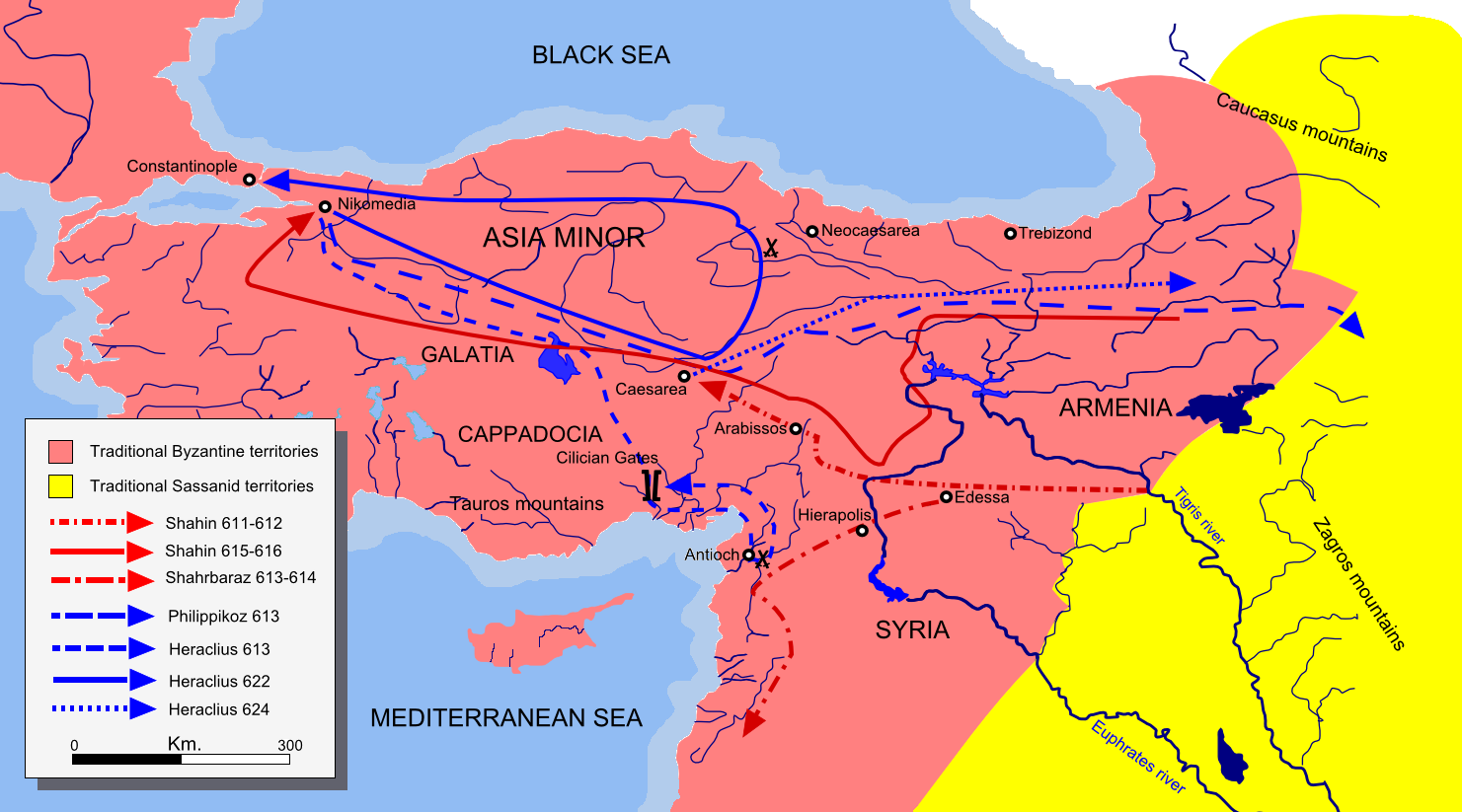
Campagnes de 611-624.

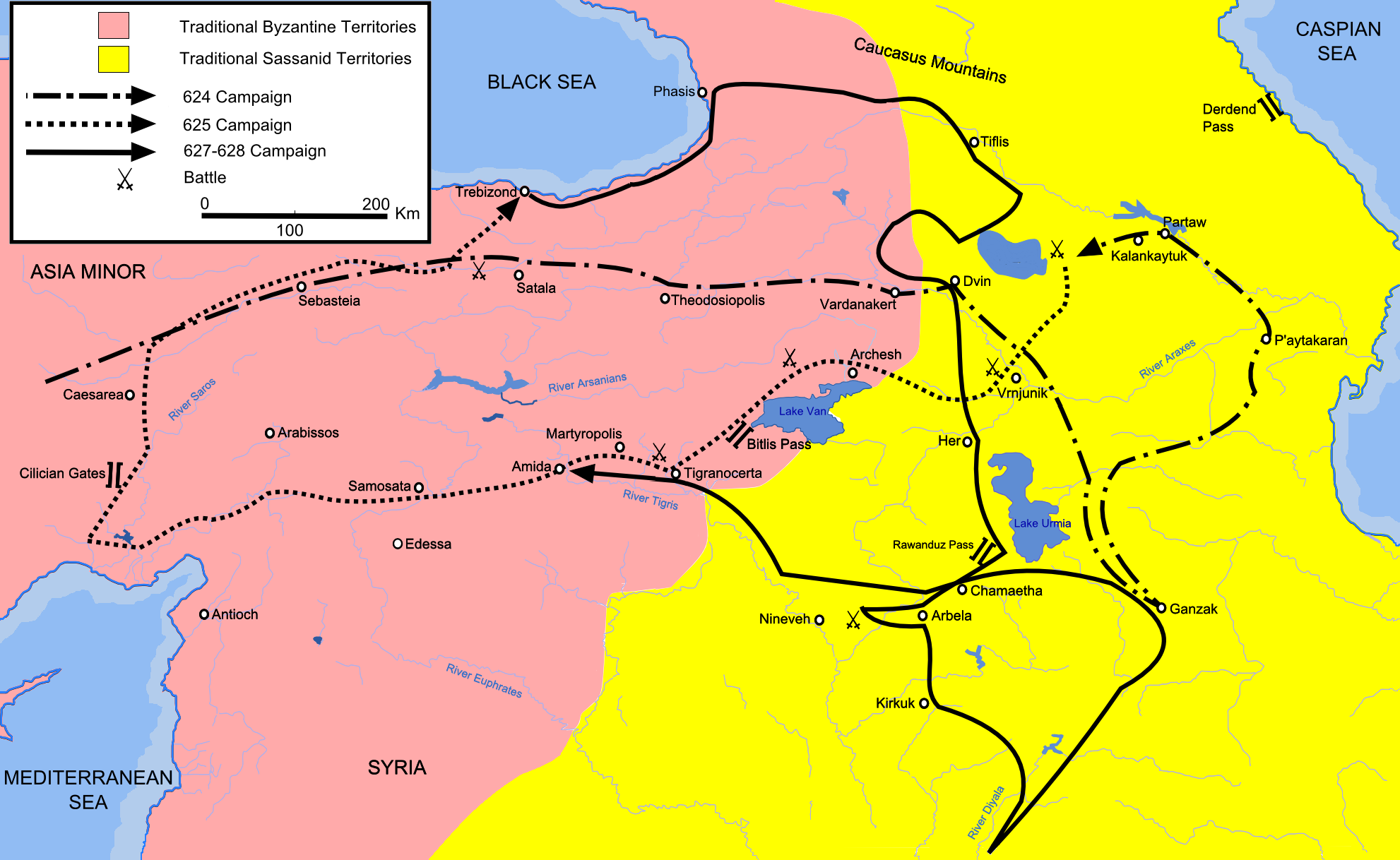
Les dernières campagnes d'Héraclius face aux Sassanides (624-628).

Comme souvent dans l'histoire romaine, l'attention principale des Empereurs d'Orient se concentre vers l'Est, lieu d'implantation de la puissance rivale de Rome puis de Constantinople que sont les Parthes suivis des Sassanides. Cet Empire est capable de mobilisation massive et la frontière entre les deux superpuissances du Moyen-Orient est lourdement militarisée. Néanmoins, elle évolue peu dans les premières décennies de l'Empire d'Orient, en raison des priorités militaires qui accaparent Romains et Perses sur d'autres fronts. De ce fait, la frontière fixée lors du traité de Nisibis est stable au moins jusqu'au règne de Justinien Ier.
Néanmoins, dès le règne d'Anastase, une première guerre éclate, suivie de plusieurs autres sous Justin Ier puis Justinien. D'ampleur relativement localisée, à l'image de la lutte d'influence en Lazique, cette conflictualité n'entraîne pas de mouvements frontaliers d'ampleur. Pour autant, les limitanei sont rapidement dépassés par la puissance sassanide et les empereurs successifs leur substituent des troupes de campagne et n'hésitent pas à fortifier de nombreux bastions, à l'image de Dara par Anastase ou Phasis par Justinien. Quelques grandes batailles parsèment ces conflits, comme la victoire de Bélisaire à Dara mais aussi sa défaite à Callinicum. Par ailleurs, autre aspect notable de ces conflits, les supplétifs arabes sont mobilisés par Ctésiphon autant que par Constantinople avec les Lakhmides, alliés des Perses et les Ghassanides, alliés des Byzantins, qui peuvent lancer des raids parfois destructeurs.
Cette belligérance s'accentue après la mort de Justinien et les périodes de paix deviennent de moins en moins fréquentes. Sous Justin II, Tibère II Constantin et Maurice, les campagnes se multiplient, parfois violentes et de  nombreux généraux byzantins se succèdent sur ce front primordial, qui accaparent de nombreuses ressources humaines et financières sans résultats d'ampleur mais avec des destructions parfois fortes. Au début du règne de Maurice, l'empereur profite du renversement du shah pour lui offrir l'asile et l'appuyer militairement dans sa reconquête du trône. Il peut ensuite négocier une paix très avantageuse, qui octroie d'importants progrès territoriaux pour les Byzantins en direction de l'Arménie.
Cette gradation dans la violence et l'intensité atteint son paroxysme au début du VIIe siècle. Le renversement de Maurice par Phocas offre à Khosro le prétexte d'une intervention militaire qui se transforme en véritable invasion des provinces orientales de l'Empire byzantin. Si le rideau défensif byzantin résiste quelques années, les Perses profitent des conflits internes byzantins pour envahir la Palestine, la Mésopotamie et jusqu'à l'Égypte byzantines. Les premières années du règne d'Héraclius sont donc marquées par la perte de pans entiers de territoires d'importance stratégique. Les Sassanides peuvent même pénétrer en profondeur en Anatolie et assiéger Constantinople en coordination avec les Avars en 626.
Cette guerre voit surtout une formidable réaction byzantine. Héraclius devient le premier empereur byzantin à s'engager personnellement sur le front, alors que ses prédécesseurs ont rarement quitté Constantinople. Il mobilise une armée mobile et bien entraînée, capable d'opérer sur les arrières des Sassanides et de lancer des raids sur leur propre territoire. Jouant des rivalités entre les généraux ennemis, il réussit à renverser le cours du conflit et va jusqu'à menacer Ctésiphon, remportant une grande victoire à Ninive (627), avant de conclure la paix. Si la totalité des terres perdues sont récupérées, notamment Jérusalem, l'épuisement d'un conflit d'une ampleur inédite jusqu'alors et qui a mobilisé des ressources considérables laisse l'Empire byzantin très fragile.

#### Les Balkans, menacés puis submergés
Si l'Orient est le théâtre des conflits les plus massifs mais aussi les plus prestigieux pour les soldats, le théâtre balkanique est d'une autre nature. Il ouvre directement sur les plaines d'Europe centrale et orientale et aux nombreux peuples, dits barbares, qui menacent de plus en plus les frontières romaines, à l'image des Goths puis des Huns. Ainsi, c'est dans la péninsule balkanique que les Romains essuient l'une de leur pire défaite lors de la bataille d'Andrinople (378). Le Danube demeure une frontière fragile pour l'Empire d'Orient, régulièrement franchi par les Huns notamment, qui pillent en profondeur la région jusqu'en Grèce. Les empereurs se limitent le plus souvent à une guerre défensive, même si Marcien conduit quelques raids en Pannonie, tandis que le nord de l'Illyrie est abandonné aux Ostrogoths.
À partir d'Anastase et surtout sous Justinien, la fortification de cette frontière devient la priorité et se matérialise par un dispositif qui s'appuie sur la profondeur stratégique des Balkans, à l'image du mur d'Anastase qui constitue la défense extérieure de Constantinople. Toute une série de fortifications sont établies ou restaurées mais les effectifs sont souvent insuffisants pour les maintenir en état. De ce fait, les raids sont nombreux à franchir le Danube, de la part des Gépides ou des Proto-Bulgares puis des Avars, qui s'établissent en Pannonie vers 550-560. Surtout, les peuples slaves commencent à migrer vers le sud et s'établissent de manière plus ou moins durable sur les terres traditionnellement romaines, au travers des sklavinies. Il est difficile de retracer l'exacte chronologie de ces mouvements mais la mainmise de l'Empire sur les Balkans s'affaiblit tout au long du VIe siècle, à l'image de la perte de Sirmium en 582.
La plupart des empereurs sont confrontés à la difficulté de déployer des effectifs suffisants dans la région balkanique, alors qu'ils doivent régulièrement affronter les Sassanides en Orient. En outre, c'est un front qui présente peu d'attraits pour les troupes, qui évoluent sur un terrain compliqué et offrant peu de perspectives de butins face à un adversaire qui n'a pas le prestige des Sassanides. C'est Maurice qui est le plus actif, profitant de la paix avec les Sassanides pour déployer des troupes en nombre pour affronter les Slaves et les Avars, n'hésitant pas à porter le combat au nord du Danube, parfois au prix d'hivernages impopulaires. Face à l'intensité de cette guerre et au manque d'effectifs, la grogne s'installe et une mutinerie finit par éclater en 602, conduite par Phocas, qui mène au renversement violent de Maurice, pour la première fois dans l'histoire byzantine.
Cet événement, tournant dans l'histoire politique, l'est aussi pour l'histoire militaire car le front balkanique est de nouveau laissé au second plan lors des décennies suivantes. Les Avars en profitent pour multiplier leurs incursions, jusqu'à assiéger Constantinople en 626 tandis que les sklavinies se développent de plus en plus au sud, au point de rendre la souveraineté byzantine sur les Balkans parfois très formelle.

#### La guerre sur d'autres fronts

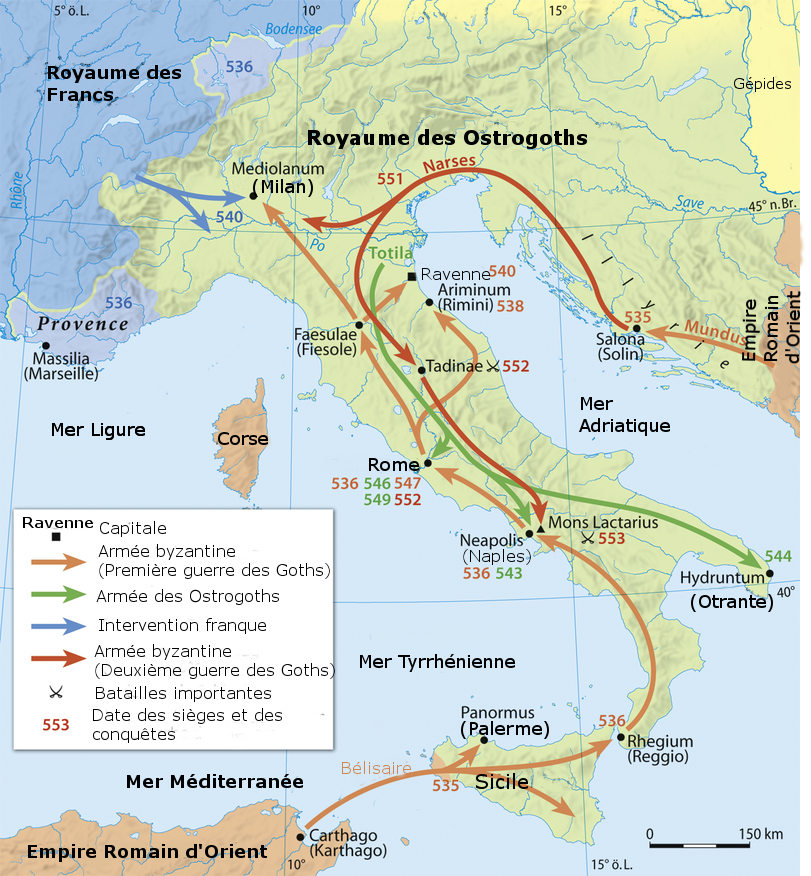
Principales opérations de la guerre des Goths.

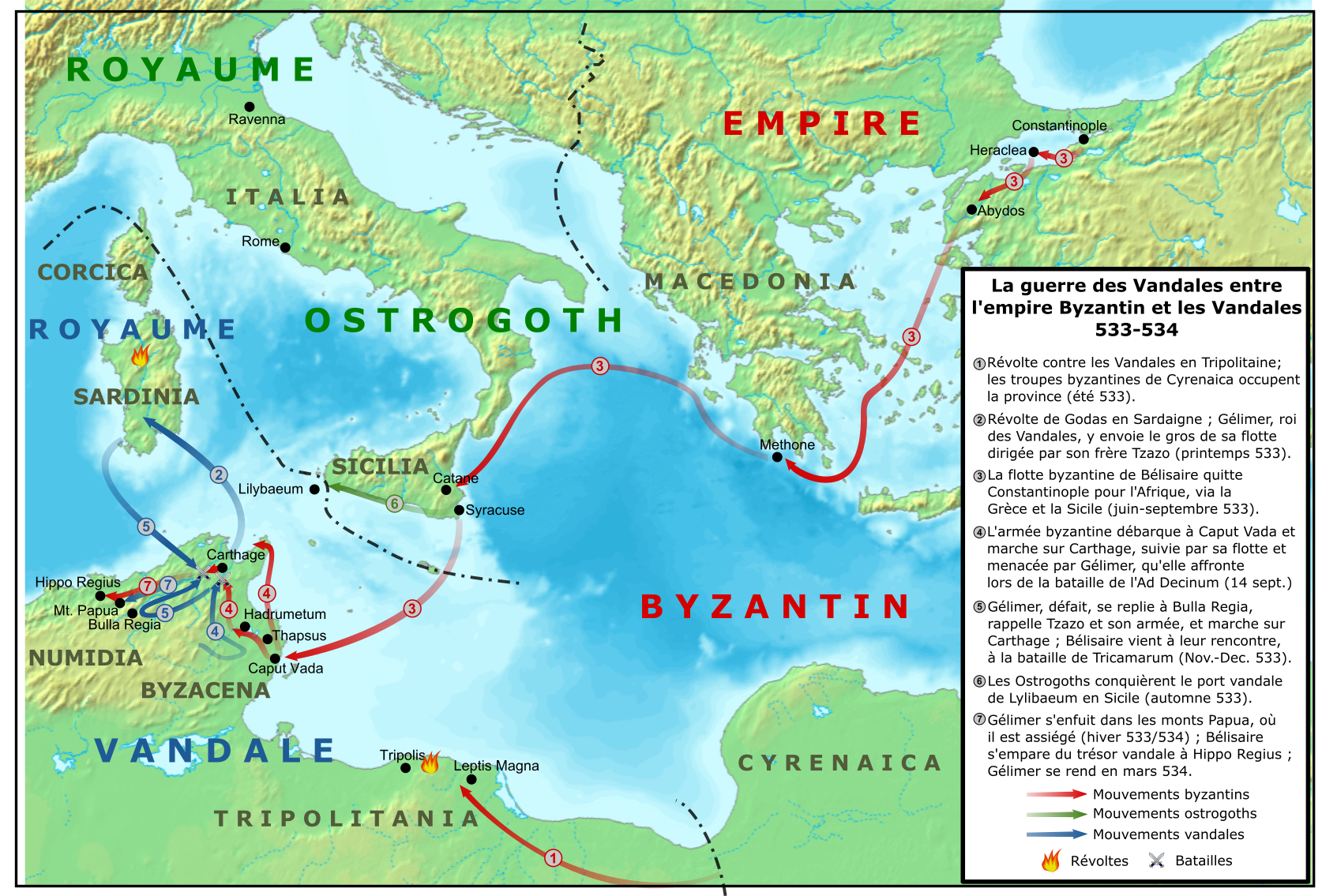
Carte des opérations de la guerre des Vandales.

Si l'Empire byzantin opte principalement pour une posture défensive, des guerres offensives sont aussi menées, en particulier sous Justinien. C'est le cas d'abord contre les Vandales qui occupent l'Afrique du Nord autour de Carthage. Après une expédition désastreuse en 468, une longue paix règne que brise l'envoi du corps expéditionnaire mené par Bélisaire en 533. Il ne faut que quelques mois au général byzantin pour triompher à deux reprises des Vandales, dont le royaume disparaît rapidement, laissant place à une longue campagne de pacification face aux Maures, menée notamment par Jean Troglita. Par la suite, cette province jouit d'une paix plutôt solide pendant un siècle.
En Italie, l'effort est autrement soutenu. Pour reprendre le cœur de l'ancienne puissance romaine, Justinien envoie Bélisaire depuis le sud et Mundus depuis le nord. Si les premiers résultats face aux Ostrogoths sont probants, ils ne permettent pas de briser la résistance adverse et la nécessité régulière de déployer des hommes sur d'autres fronts prive la péninsule d'effectifs suffisants pour une pacification effective. Face aux sursauts des Ostrogoths, il faut plus de vingt ans de conflits pour remporter une victoire dont le prix est élevé, à l'image de Rome, plusieurs fois l'objet de sièges qui finissent de l'appauvrir. De ce fait, l'Italie n'est guère en mesure de soutenir le choc face aux invasions des Lombards. La défense des Byzantins, qui s'articule autour de l'exarchat de Ravenne dont le gouverneur détient d'importantes prérogatives militaires, consiste à défendre les régions les plus stratégiques et de miser sur la diplomatie pour tenter de combler l'insuffisance de moyens.
Enfin, de manière plus anecdotique mais témoignant des capacités de projection de l'armée byzantine, une expédition est menée jusqu'en Espagne avec la conquête du sud de la péninsule mais qui ne survit guère que quelques décennies, entre les années 550 et 620.

### Des conquêtes musulmanes à l'apogée macédonien (641-1025)

#### Le choc des conquêtes musulmanes

##### L'Empire face à l'expansionnisme musulman

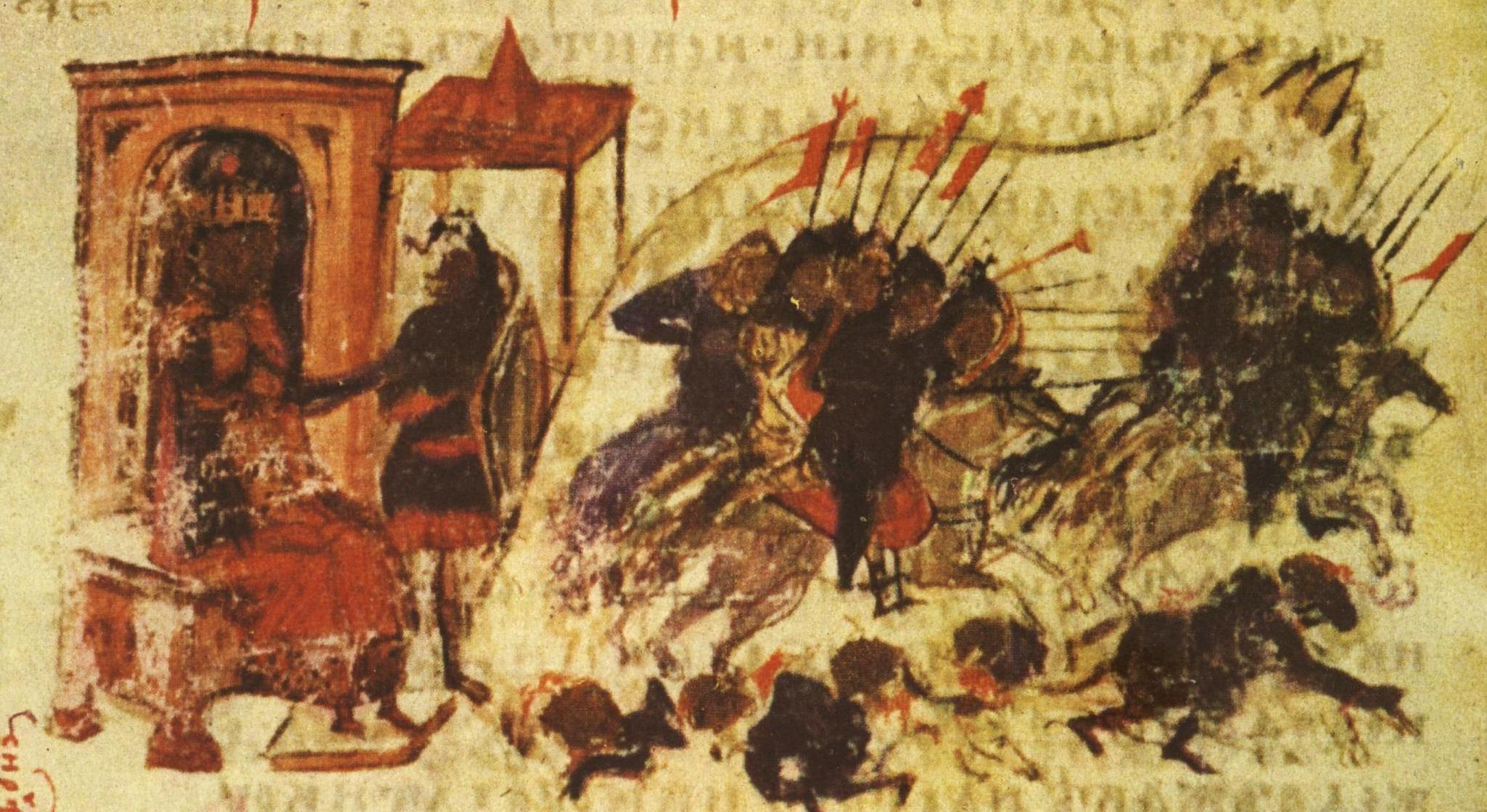
Le second siège arabe de Constantinople représenté dans la traduction en bulgare de la chronique de Manassès.

Pendant près d'un siècle, l'Empire byzantin connaît un mouvement de recul important qui débute dès les premiers temps de l'expansion de l'islam. Il ne s'écoule que quelques années entre la fin de la guerre perso-byzantine en 628 et les premières batailles face aux Musulmans dans les années 630, qui pénètrent par le sud de la Palestine, une zone généralement peu menacée et donc mal défendue. Surtout, l'épuisement militaire consécutif aux nombreuses campagnes d'Héraclius, confronté au dynamisme d'un envahisseur qui s'appuie sur une armée très mobile et motivée par une ferveur religieuse non négligeable, conduit à une débâcle très rapide. La défaite lors de la bataille du Yarmouk en 636, lors de laquelle une grande partie de l'armée byzantine est anéantie, consacre cette infériorité et contraint rapidement les Byzantins à abandonner la Syrie et la Palestine, dont la défense est assurée par des forces locales vite dépassées.
En outre, l'effondrement militaire des Sassanides favorise la concentration des forces musulmanes contre le Proche-Orient byzantin. L'Égypte est rapidement isolée et tombe en quelques années alors que les Byzantins choisissent de se replier en Anatolie, à l'abri des monts Taurus et de l'Anti-Taurus, qui forment une frontière naturelle. Par la suite, les Arabes vont concentrer leurs forces vers Constantinople avec deux tentatives notables de s'en emparer. D'abord un premier siège, plus ou moins soutenu, entre 674 et 678 mais surtout le siège de 717-718. Alors que l'Empire connaît une grave crise interne, son salut vient de l'usage combiné du feu grégeois sur mer et de l'intervention des Bulgares sur terre. Par la suite, les Musulmans renoncent à prendre la capitale byzantine.
La guerre byzantino-arabe prend alors une autre forme. Sur la défensive, les Byzantins sont confrontés à la récurrence de raids souvent destructeurs menés de façon quasi-annuelle par les Musulmans. Pendant plus de deux siècles, les Byzantins adaptent leur appareil militaire à cette guerre de razzias et de pillages et non plus de conquêtes. L'objectif est alors de réagir rapidement pour intercepter les forces adverses. Les Byzantins remportent ainsi plusieurs grandes victoires, comme lors de la bataille d'Akroinon (740) ou la bataille de Poson (863) mais les Musulmans réaffirment régulièrement la supériorité de leur puissance à l'occasion de campagnes violemment destructrices, comme lors du sac d'Amorium (868).
Finalement, l'affaiblissement progressif du califat couplé à un regain de dynamisme au sein de l'Empire byzantin favorise le retour à l'offensive au Xe siècle. Cela se traduit d'abord par une consolidation de la frontière orientale puis à de véritables visées expansionnistes, incarnées par des empereurs comme Nicéphore II Phocas ou Jean Ier Tzimiskès, qui reprennent la Cilicie puis la région d'Antioche en brisant des émirats frontaliers dont la puissance est amoindrie, à l'image de celui des Hamdanides d'Alep. Ce retour à la guerre offensive, qui repose sur une armée centrale professionnelle, atteint son point culminant sous Basile II, qui se contente de consolider la présence byzantine en Syrie face aux Fatimides. Les ultimes conquêtes orientales, notamment la prise d'Edesse en 1038 ou l'incorporation de la région arménienne d'Ani poussent la frontière dans des régions qui n'ont plus été byzantines depuis Héraclius.

#### L'Empire en Occident

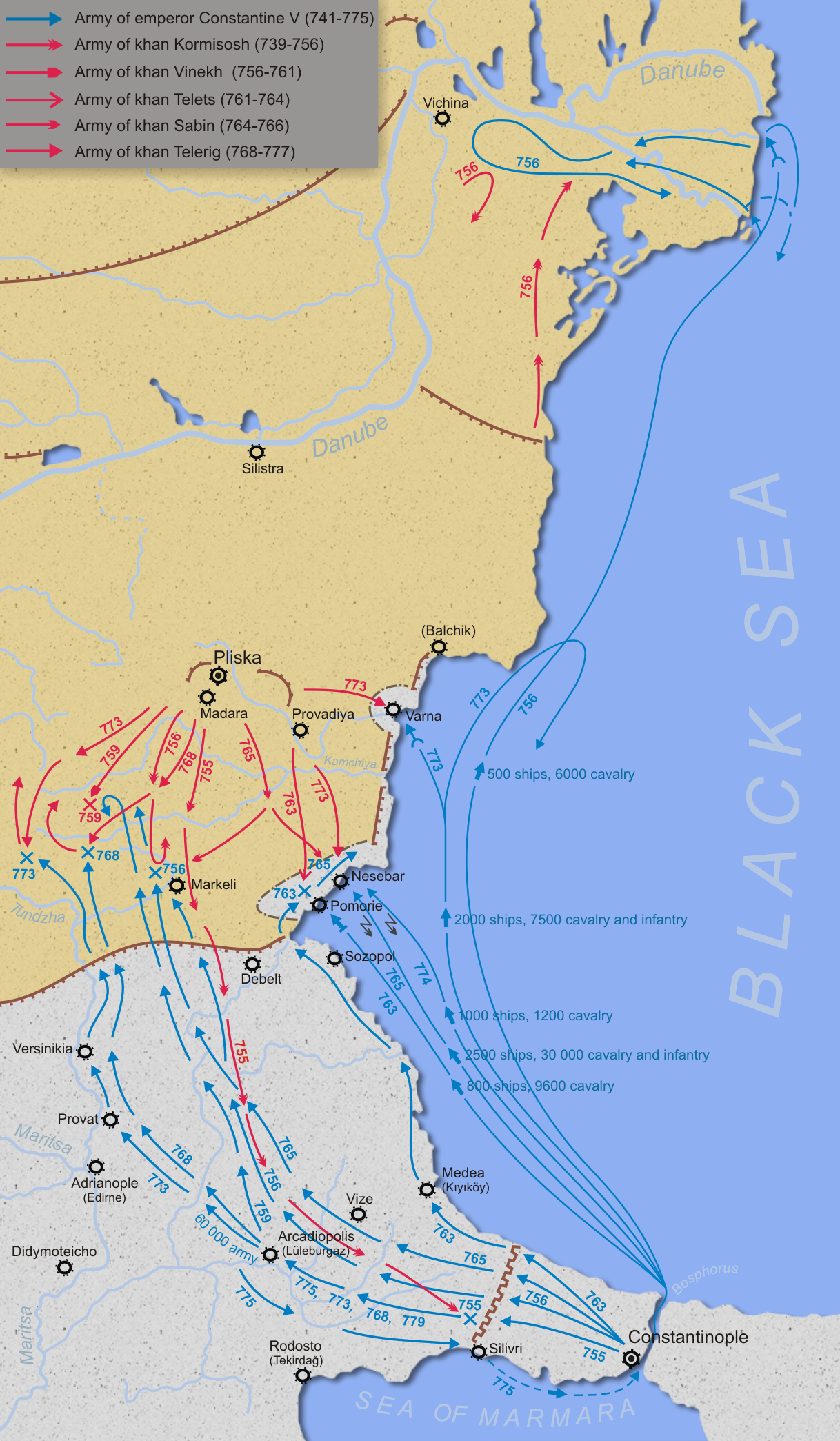
Les guerres byzantino-bulgares entre 741 et 775.

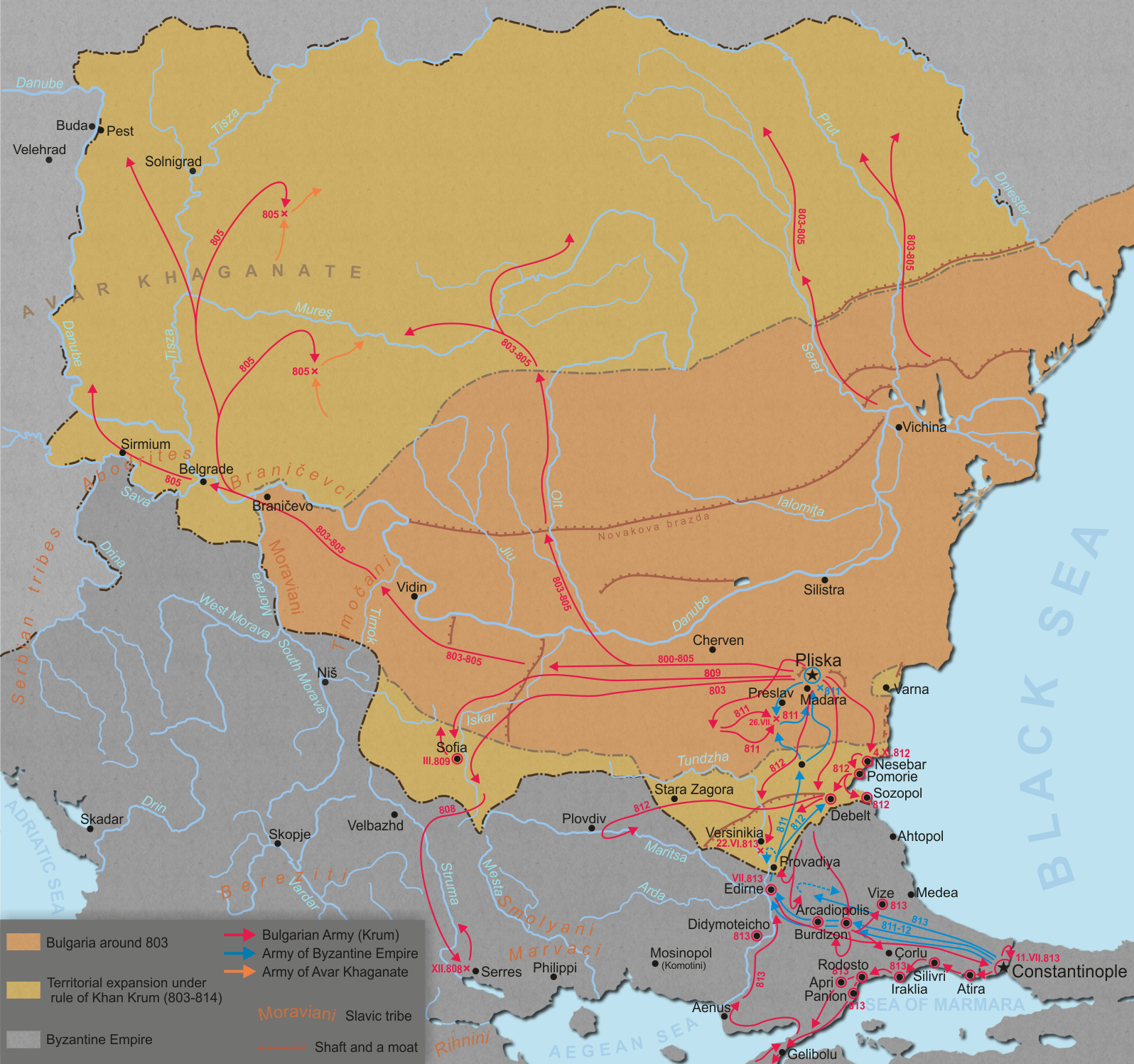
Les opérations militaires entre Byzantins et Bulgares à l'époque de Krum.

Si l'armée byzantine concentre l'essentiel de ses forces contre les Arabes, les Balkans continuent d'être le lieu de menaces de plus en plus fortes pour l'Empire. Au-delà des Slaves, ce sont les Bulgares qui deviennent le danger principal. Ils parviennent à franchir de force le Danube en écrasant l'armée byzantine au cours de la bataille d'Ongal, s'installant sur les deux rives du fleuve et contraignant les Byzantins à se replier vers le sud. Dans les faits, ils ne contrôlent plus que les franges littorales des Balkans. Pendant trois siècles, les Bulgares et les Byzantins se mènent une guerre acharnée. Les Byzantins profitent de la solidité des murailles de Constantinople mais souffrent de défaites d'ampleur, à l'image de la bataille de Pliska (811) qui voit la mort de Nicéphore Ier ou celle de Versinikia deux ans plus tard. Comme face aux Arabes, les Byzantins parviennent à s'organiser pour consolider la frontière avec la création de thèmes (des circonscriptions militaires) en Europe. Avec le regain de puissance au Xe siècle, ils parviennent même à prendre le dessus sur les Bulgares sous Jean Ier. Celui-ci doit alors aussi combattre la Rus' de Kiev qui s'avance jusqu'à Arcadiopolis où ils sont repoussés en 971. L'année d'après, les Byzantins réoccupent brièvement la Bulgarie. Néanmoins, les Bulgares se reprennent sous la conduite de Samuel Ier qui mène une guerre de grande ampleur jusqu'en 1018. Il faut la détermination et le talent militaire de Basile II pour que les Byzantins remportent une série de victoires qui culminent à l'occasion de la bataille de la passe de Kleidion (1015) qui brise la résistance des Bulgares. Cette fois, l'occupation est durable et permet à l'armée byzantine de revenir sur le Danube, asservissant aussi la Serbie.
Plus à l'ouest, l'Empire peine à déployer des forces militaires d'importance pour protéger ses possessions italiennes. L'exarchat de Ravenne mène une longue lutte contre les Lombards qui grignotent inexorablement l'essentiel des terres byzantines, jusqu'à prendre Ravenne en 751. Seul le sud de l'Italie et la Sicile demeurent sous la domination impériale mais c'est ensuite la Sicile qui fait l'objet d'une conquête musulmane qui dure jusqu'au tournant de l'an 900. Si les Byzantins lancent périodiquement des contre-offensives, ils n'ont pas les moyens militaires suffisants pour défendre durablement ce front. Malgré tout, ils parviennent à réorganiser le sud de la péninsule et à résister aux assauts des Carolingiens puis des Musulmans de l'émirat de Bari pour fonder le catépanat d'Italie aux alentours de l'an 1000.

### L'armée byzantine face aux forces nouvelles (1025-1204)

#### Face aux Turcs

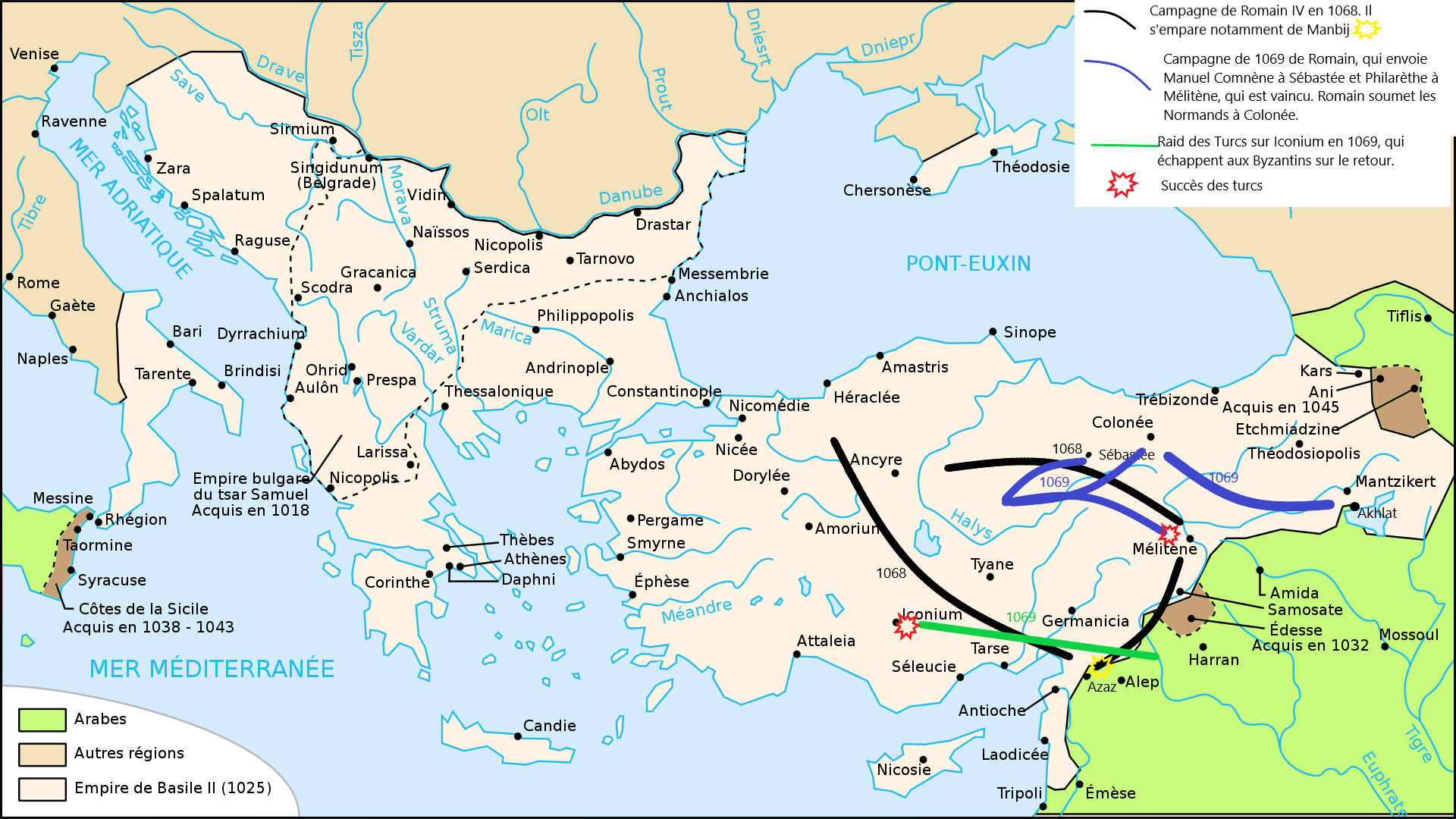
Carte des premières campagnes de Romain IV face aux Turcs.

Si le XIe siècle marque l'apogée de la puissance byzantine, elle consacre aussi l'apparition de forces nouvelles à ses frontières. En Orient, l'extension des frontières met l'Empire au contact des Turcs, qui dominent le monde musulman et multiplient les raids aux marges du monde byzantin. Sans rechercher à conquérir des territoires, ils troublent suffisamment les provinces pour justifier que Romain IV Diogène mène plusieurs campagnes contre eux. En 1071, l'une d'elles culmine avec la bataille de Mantzikert, contre le sultan Alp Arslan qui remporte une victoire décisive lors de laquelle il s'empare de l'Empereur. C'est d'ailleurs cela plus que la défaite, loin d'être écrasante, qui entraîne l'effondrement militaire byzantin. La captivité entraîne l'éclatement d'une suite de guerres civiles et d'usurpations qui accaparent l'armée byzantine sur le front intérieur au détriment de la défense des frontières. Plus encore, les prétendants au trône mobilisent des mercenaires turcs qui en profitent pour pénétrer et s'installer au cœur de l'Anatolie.
Quand Alexis Ier Comnène arrive au pouvoir en 1081, toute l'Asie Mineure est perdue, à l'exception de quelques villes, et l'appareil militaire est considérablement affaibli. Il doit faire appel à l'aide des soldats occidentaux, qu'il espère solder comme mercenaires mais c'est un véritable appel à la croisade qui intervient. Les Byzantins sont alors dépassés par l'arrivée d'armées entières dirigées par des seigneurs occidentaux qui souhaitent s'emparer de la Terre sainte et non uniquement soutenir la reconquête byzantine. En dépit de cette méfiance réciproque, l'armée byzantine profite des succès de la première croisade pour reconquérir les littoraux anatoliens. Si les empereurs Comnènes parviennent à circonscrire la menace du sultanat de Roum, ils ne peuvent reconquérir le plateau anatolien, en dépit de succès partiels, rapidement remis en cause par la fragilité de l'empire durant la période comnène.

#### En Occident
En Occident, les forces nouvelles se manifestent d'abord en Italie avec l'arrivée des Normands. D'abord mercenaires pour le compte de l'Empire, ils s'émancipent et finissent par chasser les Byzantins de la péninsule après une série de victoires face à des forces trop faibles pour s'opposer à eux et notamment à la puissance de leurs chevaliers. Bari tombe en 1071 et les Normands tentent ensuite de prendre pied dans les Balkans. Ils remportent notamment une grande victoire lors de la bataille de Dyrrachium (1081) qui détruit ce qu'il reste d'une armée byzantine alors très affaiblie par des années de guerre civile. Alexis Ier doit mener à bien une restructuration complète de son armée mais c'est par la diplomatie qu'il contraint les Normands à la retraite. Il peut ensuite juguler les raids des Petchénègues qui pénètrent au sud du Danube. Il réussit presque à les exterminer à l'occasion de la bataille de la colline de Lebounion (1091) qui confirme le regain militaire de l'Empire. Par la suite, l'Empire byzantin se montre capable de mener des opérations assez ambitieuses, notamment contre le royaume de Hongrie pour confirmer sa domination sur les Balkans. Finalement, l'extinction de la dynastie des Comnènes et l'affaiblissement qui s'ensuit permet à la Bulgarie de s'émanciper et de fonder le Second Empire bulgare dans les années 1180-1190, tandis que le phénomène des Croisades continue de représenter un danger majeur en raison des effectifs nombreux de soldats occidentaux qui traversent le territoire impérial.
C'est d'ailleurs d'Occident qu'intervient la principale menace à la survie de l'Empire quand la quatrième croisade est détournée de son objectif initial. Face à une armée bien équipée et structurée, les Byzantins ne peuvent opposer d'effectifs suffisants et sont contraints de se barricader à Constantinople. Finalement, dominés sur terre comme sur mer, ils finissent par céder et Constantinople tombe aux mains des Croisés en 1204.

## Organisation

### Empire romain d'Orient (IVesiècle– 641)
L'organisation de l'armée byzantine reprend celle de l'armée romaine tardive. Elle est notamment connue par un texte fondamental, le Notitia dignitatum qui récapitule la structuration de l'armée romaine au tournant de l'année 400. Cette armée est marquée par une distinction forte entre des troupes de frontière, les limitanei, chargées de défendre le limes et les comitatenses, une armée mobile capable d'opérer sur différents théâtres d'opérations. Cette distiction, qui s'opère sur le temps long, voit aussi le déclin progressif des unités frontalières et l'avènement d'une armée de campagne dominée par la cavalerie.

#### L'armée des frontières: lelimeset leslimitanei
L'armée romano-byzantine est fondée sur l'existence d'une défense fortifiée, le limes, défendu par des troupes de garnison. Ce sont les limitanei. Selon le Notitia, 336 garnisons parsèment les frontières de l'Empire d'Orient. La nature de cette frontière militarisée reste variable d'une région à l'autre et s'adapte aux particularités géographiques. Dans les zones désertiques, elle repose sur un réseau plutôt lâches de bastions fortifiées alors que dans les Balkans, le réseau semble bien plus compact. L'intérêt de ce dispositif a fait l'objet de vifs débats. S'il faut souligner sa pertinence pour fournir un premier rideau défensif, son efficacité a régulièrement fait défaut, avec une tendance à priver de mobilités des troupes dispersées aux quatre coins de l'Empire.
Le statut de ces hommes semble évolutif. Si ces soldats sont bien issus d'unités régulières, notamment les anciennes légions ou divers corps d'auxiliaires, ils basculent de plus en plus vers le statut de paysan, mobilisable en cas de besoin. C'est une loi de 363 qui distingue pour la première fois ces limitanea militia, ces milices frontalières distinctes de l'armée de campagne et de moindre qualité. Peu mobiles, elles tendent à s'intégrer à la communauté civile, ce qui explique que leur professionnalisation est partielle et qu'une certaine hérédité s'installe parfois dans l'occupation des différentes fonctions ou le recrutement. Souvent détenteurs de terres, ils jouissent de diverses exemptions fiscales, réaffirmées par exemple par une novelle de Théodose II. Ces unités, présentes dans toutes les régions de l'Empire, sont notamment rétablies par Justinien en Afrique après la guerre des Vandales.
Néanmoins, le limes connaît un déclin de plus en plus profond et les troupes frontalières deviennent de moins en moins mobilisables. Celles-ci, qui n'occupent des fonctions militaires que de façon partielle, peinent à maintenir des capacités opérationnelles décentes. Ce problème est mis en exergue dès le début du Ve siècle et il ne fait que s'accroître alors que les soldes sont souvent payées avec retard. Justinien tente de lutter contre la tendance de certains ducs de détourner le montant des soldes à leur profit, avec des résultats difficiles à mesurer.
Dans l'ensemble, les forts censés défendre les frontières sont de moins en moins entretenus. Le phénomène apparaît déjà lors de la courte guerre d'Anastase lors de laquelle les garnisons sont vite dépassées et Procope de Césarée critique souvent vertement l'état déplorable des troupes frontalières. Les recherches archéologiques démontrent aussi l'état d'abandon de plusieurs forts. Dans les Balkans, malgré l'effort de fortification entrepris par Justinien, l'Empire peine à les garnir de troupes suffisantes. Dans la deuxième moitié du VIe siècle, les limitanei semblent avoir disparu en tant que corps de troupe en Orient, même s'ils se maintiennent dans les Balkans jusqu'aux percées des Avars et des Slaves dans les premières décennies du VIIe siècle.

#### L'armée mobile: lescomitatenses

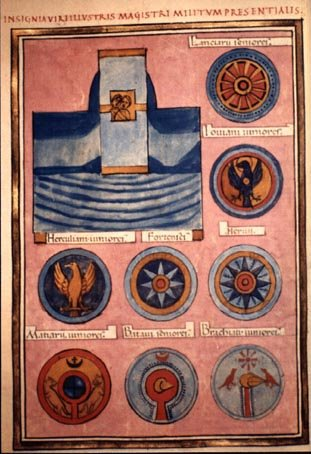
Insignes du magister militum praesentalis dans le Notitia Dignitatum.

En réalité, ce sont les comitatenses qui constituent le cœur de la puissance romaine tardive. Cette armée de campagne n'est en théorie pas attachée à une région en particulier et ses composantes peuvent être déployées sur les différents théâtres d'opération. Leur origine remonte aux réformes de Dioclétien tandis que Constantin est parfois tenu pour responsable de la création de ces unités mobiles, au détriment de la défense des frontières selon certains chroniqueurs antiques comme Zosime. Néanmoins, il faut appréhender l'évolution sur le temps long. Les empereurs tendent de plus en plus à prélever certaines unités (les cohortes) des légions pour les faire intervenir sur différents fronts et parer aux nombreuses menaces sur les frontières de l'Empire. Or, ces unités tendent à revenir de moins en moins das leur région d'origine. C'est ainsi qu'elles finissent par être appelées comitatenses, en référence au comitatus, la suite impériale, vraisemblablement au IVe siècle.
De plus en plus, les unités de cavalerie se développent et occupent la préséance dans le Notitia. C'est un changement d'importance par rapport à la prévalence de l'infanterie dans l'histoire romaine. Le tournant semble s'opérer dans le courant du IIIe siècle et se confirme sous Constantin avec un maître des cavaliers (magister equitum) associé à un maître des fantassins (magister peditum). Cette structuration renforcée des comitatenses se poursuit avec la création de commandements régionaux, dirigés par des maîtres des milices (magister militum) en Illyrie, en Thrace et en Orient, pour ce qui concerne l'Empire d'Orient. Cinq sont comptabilisés, dont deux dits « en présence » (praesentalis) restent à Constantinople. Par la suite, de nouveaux commandements apparaissent en Italie, Afrique et Arménie. Ce développement progressif et accéléré de l'armée mobile est concomitant et compense le déclin des limitanei.

#### Vers la fin de la distinction entre limitanei et comitatenses
Néanmoins, dans les faits, plusieurs unités de comitatenses tendent à prendre racine dans telle ou telle région, à l'image du corps des ballistaires mentionnés à Cherson, la possession impériale en Crimée. De même, Justinien crée une véritable armée d'Arménie, dirigée par un maître des milices auquel sont subordonnés plusieurs ducs.
L'époque justinienne est surtout marquée par la mise en place de corps expéditionnaires aux effectifs relativement limités mais qui sont des troupes aguerries et très bien formées. Ainsi, l'armée qui envahit l'Afrique vandale compte moins de 20 000 hommes dont 10 000 fantassins et 5 000 cavaliers. Parfois, les généraux disposent de soldats qui leur sont personnellement attachés. Ce sont les bucellaires dont près de 6 000 accompagnent Bélisaire dans ses campagnes. Face à la diversité des fronts, la difficulté est surtout de pouvoir les affecter au bon moment sur le bon théâtre des opérations, dans un contexte de déclin démographique causé par les vagues de peste justinienne (541-767). Surtout, la cavalerie occupe désormais une place centrale et l'infanterie se voit réduite à un rôle d'auxiliaire. L'évolution vers une armée professionnelle de taille réduite mais très bien entraînée se confirme sous Héraclius, qui parvient à lever une troupe susceptible de mener des opérations d'envergure sur les arrières des Sassanides sans engager d'effectifs très importants. En revanche, le recours aux troupes étrangères, notamment les Turcs, se confirme et permet à l'Empire de gonfler artificiellement ses effectifs. L'organisation militaire sous les successeurs de Justinien se caractérise aussi par la fin progressive de la distinction entre l'administration civile et l'administration militaire. Cette dichotomie cardinale dans l'Empire romain tardif s'exprime notamment par la coexistence de fonctions civiles comme les préfets du prétoire avec les maîtres des milices. Dès Justinien, des circonscriptions civilo-militaires apparaissent mais c'est surtout avec les exarchats de Ravenne et de Carthage, fondés par Maurice pour gouverner les provinces extérieures, que la confusion des pouvoirs civils et militaires s'incarnent. En effet, les exarques cumulent les deux fonctions et disposent de troupes régionales pour faire face aux menaces.
Enfin, quelques unités jouissent d'un statut particulier, notamment les troupes présentes à Constantinople. Ces gardes palatines sont d'abord les Scholes, remplacées par les Excubites, dont les commandants (le comte) jouissent d'une grande proximité avec le pouvoir, expliquant que plusieurs d'entre eux deviennent empereurs (Justin Ier ou Justinien notamment).

#### L'armée sous Justinien et ses successeurs
L’armée sous Justinien Ier (emp. 527-565) est le résultat des différentes réorganisations qui eurent lieu au Ve siècle afin de faire face aux menaces croissantes que faisaient peser sur l’empire divers peuples à ses frontières, notamment les Persans. Les imposantes légions, cohortes et troupes auxiliaires des époques précédentes ont disparu pour faire place à de plus petits bataillons d’infanterie ou de cavalerie appelés tagma (pl. tagmata) ou numerus. Un tagma comptait entre 300  et   400 soldats et était commandé par un tribun militaire. Deux tagmata ou plus formaient une brigade ou moira; deux brigades ou plus formaient une division ou meros.
On comptait six genres de formations différentes.
1. La garde stationnée à Constantinople ou dans ses abords immédiats.
2. Les comitatenses des anciennes armées de campagne, appelés plus fréquemment au temps de Justinien, stratiotai (en grec : στρατιῶται). Soldats réguliers de l’armée romaine, les stratiotai se recrutaient principalement parmi les sujets de l’empire, sur les hauts plateaux de Thrace, d’Illyrie et d’Isaurie.
3. Les limitanei. Composante de l’armée romaine demeurée pratiquement intacte, les limitanei continuaient leur rôle traditionnel de gardiens des frontières dans les postes de garnisons du limes.
4. Les foederati. Nouvellement intégrés dans l’armée, ils furent recrutés à partir du Ve siècle parmi les peuples barbares ayant conclu des traités avec Rome. Ils étaient formés de troupes de cavalerie commandées par des officiers romains. Au VIe siècle, on leva l’interdiction faite aux citoyens romains de se joindre à eux et ces troupes devinrent mixtes.
5. Les alliés. Ils étaient recrutés parmi les peuples barbares non fédérés, comme les Huns, les Hérules, les Goths ou autres qui avaient conclu des ententes pour fournir à l’armée romaine des troupes commandées par leurs propres chefs en contrepartie de terres ou de subventions annuelles.
6. Les bucellaires. Armée privée de généraux, préfets du prétoire, officiers de rangs divers ou riches personnages, les bucellaires formaient souvent une composante significative des troupes de cavalerie. Leur importance numérique dépendait de la richesse de leur employeur. Leurs soldats étaient appelés hypaspistai ou « porte-boucliers » et leurs officiers « doryphoroi » ou « porte-lances ». Les doryphoroi juraient fidélité à leur patron et loyauté à l’empereur. C’est ainsi que Bélisaire, qui deviendra l’un des généraux les plus importants de l’époque, avait été doryphore dans la suite de Justinien Ier avant que celui-ci ne devienne empereur. Les bucellaires étaient généralement des cavaliers recrutés principalement parmi les Huns, les Goths et les peuples montagnards de Thrace et d’Asie mineure.
Selon les spécialistes contemporains, l’armée impériale aurait compté sous Justinien entre 300 000  et   350 000 hommes. Les armées de campagne comprenaient généralement de 15 000  à   25 000 soldats et étaient formées principalement de comitatenses et de foederati, renforcées par les soldats privés de leurs commandants et par des alliés barbares.
C’est ainsi que l’armée de Bélisaire partie reconquérir Carthage alors aux mains des Vandales en 533, comptait une infanterie composée de 10 000 comitatenses et foederati et une cavalerie de 3 000 soldats composée de la même manière. Il y avait 600 Huns et 400 Hérules, tous archers à cheval, et 1 400 ou 1 500 bucellaires à cheval. Cette force peu imposante de moins de 16 000 hommes voyagea du Bosphore à l’Afrique du nord à bord de 500 bateaux protégés par 92 dromons ou navires de guerre.
La tactique, l’organisation et l’armement furent profondément modifiés pour faire face aux Persans. Les Romains adoptèrent l’imposante armure défensive des Perses, soit la cotte de mailles, la cuirasse, le casque et les jambières de fer pour les tagmata des troupes de choc de la cavalerie. Appelés cataphractaires, ces soldats étaient armés d’arcs et de flèches aussi bien que d’épées et de lances.
Une bonne partie des soldats de l’infanterie légère étaient munis d’arcs pour appuyer l’infanterie lourde dont les soldats étaient appelés scutarii. Ceux-ci portaient un casque de fer et une cotte de mailles; ils étaient munis d’une lance, d’une hache et d’une dague. Ils formaient généralement le centre de la ligne de combat. Dans les régions montagneuses, on utilisait des fantassins armés de javelots.
Les principales batailles qui eurent lieu sous le règne de Justinien comprennent celle de Dara, en 530, lorsque Bélisaire avec une troupe de 25 000 hommes vainquit l’armée perse comprenant 40 000 hommes. En plus de reconquérir Carthage, Bélisaire reprit la Sicile, Naples, Rome et le reste de l’Italie sur les Ostrogoths au cours d’une guerre qui dura de 536 à 540. Un autre général célèbre de l’époque, Narsès, défit l’armée ostrogothique à Busta Gallorum sur la côte est de l’Italie en 552.

### Les armées à l'époque mésobyzantine

#### Les thèmes

Le système des thèmes en 750.

Ordinairement attribués à Héraclius, mais en réalité fondés à l'initiative de son successeur, Constant II Héraclius, sur le modèle des exarchats d'Italie et d'Afrique, les thèmes (en grec θέματα / thémata) étaient les circonscriptions administratives de l'empire. Ils étaient dirigés par un général, le stratège (en grec στρατηγός / stratẽgós), qui cumulait à la fois le pouvoir civil et le pouvoir militaire. L'origine du terme est obscure. Il pourrait venir du turc toumen, qui désignait une division de 10 000 hommes, et qui serait entré dans l'empire par l'intermédiaire des Khazars.
Les cinq premiers thèmes étaient tous situés en Anatolie, et avaient pour rôle de faire face au djihad arabe, qui avait déjà causé la perte des provinces syrienne et égyptienne. Il s'agissait :
- du thème des Arméniaques (Αρμενιακόν), constitué autour de l'armée d'Arménie par l'empereur Justinien II, et situé à l'Est de l'Anatolie, depuis la Cappadoce jusqu'à la mer Noire et l'Euphrate ;
- du thème des Anatoliques (Ανατολικόν), constitué autour de l'armée de l'Est, et comprenant les possessions byzantines du centre et du Sud-Est de l'Asie Mineure ;
- du thème de l'Opsikion (Οψίκιον), constitué autour de l'Obsequium, troupe armée chargée de la protection de l'empereur, et comprenant la Bithynie et la Paphlagonie ;
- du thème des Thracésiens (Θρακήσιον), constitué autour de l'armée de Thrace, et comprenant le Sud-Ouest de l'Asie Mineure autour de l'Ionie ;
- du corps des Caravisiens (Καραβησιάνων), en Pamphylie et à Rhodes, qui avait la charge de repousser les attaques des flottes arabes, avant d'être principalement remplacé par le thème des Cibyrrhéotes au VIIIe siècle.

Dans chaque thème, les hommes choisis comme soldats se voyaient offrir des terres pour nourrir leur famille, et pour s'équiper, les pronoiai(πρόνοια). La population des quatre premiers thèmes était dirigée vers l'armée ; ainsi, le corps des Caravisiens recrutait les hommes pour la flotte byzantine, bien que la construction navale fût subventionnée (de façon intermittente) par différents offices du Trésor impérial. Ce modèle d'organisation en thèmes fut rapidement étendu à tout l'empire, les régions de l'Ouest comprises.

Le système des thèmes en 950.

À la suite de révoltes aristocratiques que venait renforcer la grande taille de ces circonscriptions, Léon III l'Isaurien, Théophile et Léon VI le Sage prirent des mesures pour affaiblir les thèmes en les divisant en thèmes plus petits, et en répartissant le contrôle des armées dans chaque thème entre des tourmes. De même, au lieu d'étendre les thèmes existants sur les terres qu'ils conquéraient, les empereurs de la dynastie macédonienne renaissante préférèrent souvent créer de nouveaux thèmes. À l'époque de la rédaction du De administrando Imperio (Xe siècle), Constantin VII Porphyrogénète établit une liste de trente-huit thèmes.
La Sicile fut perdue au profit des Arabes au début du règne de Constantin VIII — l'expédition entreprise pour la reconquérir en 964 fut un échec -, et Chypre était un condominium administré conjointement avec le califat musulman jusqu'à sa reconquête par Nicéphore II Phocas en 965. Constantinople, quant à elle, était sous la domination d'un éparque (autrefois appelé préfet de la ville, en latin praefectus urbi) et était protégée par de nombreuses tagmata et forces de police.
Les tourmarques, placés sous la direction des chefs de thème, les stratèges, avaient la charge de deux à trois divisions armées, qui correspondaient aussi à des subdivisions territoriales appelée les tourmes. Sous leur commandement se trouvaient les drongaires, eux-mêmes à la tête de territoires appelés drongoi, dont chacun était constitué d'un millier de soldats. Sur le champ de bataille, ces unités étaient divisées en bandes, ou banda (singulier : bandon) de 300 hommes environ, bien que parfois réduites à tout juste un peu plus de 50 hommes. Là encore, la charge de soumettre les révoltes éventuelles incombait à ces subdivisions.
Le tableau suivant illustre la structure thématique telle qu'on pouvait la voir dans le thème des Thracésiens entre 902 et 936.
| Nom            | Effectif | Nombre d'unités subordonnées      | Chef de troupe |
| -------------- | -------- | --------------------------------- | -------------- |
| Thème          | 9 600    | 4 mérè                            | Stratège       |
| Tourma, Méros  | 2 400    | 6 Drongoi                         | Tourmarque     |
| Drongos        | 400      | 2 banda                           | Drongaires     |
| Bandon         | 200      | 2 centuries                       | Comte          |
| Centurie       | 100      | 10 contubernia                    | Hécatontarque  |
|                | 50       | 5 contubernia                     | Pentecontarque |
| Contubernium   | 10       | 1 avant-garde* + 1 arrière-garde* | Décarque       |
| Avant-garde*   | 5        | aucune                            | Pentrarque     |
| Arrière-garde* | 4        | aucune                            | Tétrarque      |

- Note: ces termes sont des traductions directes en français.

#### Lestagmataimpériaux

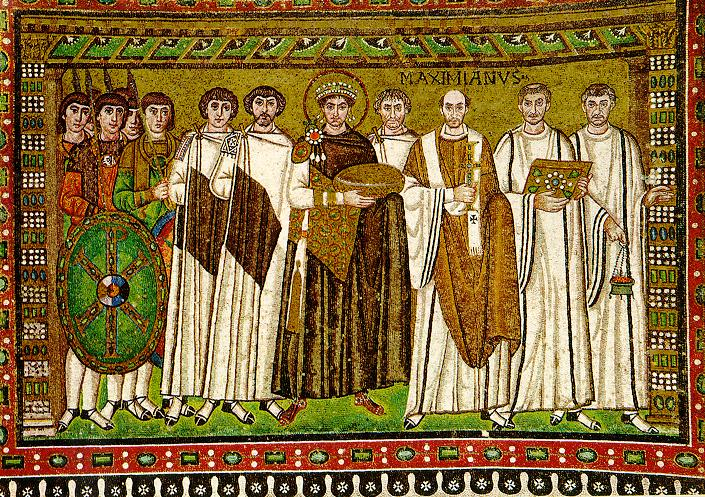
Mosaïque montrant l'empereur Justinien entouré d'officiers et d'une unité de tagmata.

La réorganisation de l'armée byzantine autour des régiments thématiques s'accompagne aussi d'une quasi-disparition de l'armée permanente, basée à Constantinople. Les régiments palatins, tels que les Excubites ou les Scholes disparaissent ou voient leur rôle se réduire drastiquement. De ce fait, l'appareil militaire byzantin repose presque entièrement sur des forces provinciales, aux mains de gouverneurs parfois ambitieux et qui peuvent donc menacer le trône. C'est le cas d'Artabasde, le beau-fils de Léon III qui se rebelle sans succès contre le fils de Léon, Constantin V, avec l'aide des armées des Arméniaques et de l'Opsikion. En réaction, Constantin V refonde le noyau d'une armée permanente, à la disposition directe de l'empereur. Ce sont les tagmata (tagma au singulier), qui sont des régiments basés à Constantinople ou aux alentours. La chronologie de leurs créations demeure incertaine mais les premiers sont les Scholes et les Excubites, qui reprennent leur rôle de protecteurs directs du souverain et qui peuvent l'accompagner dans les principales campagnes militaires.
Ce sont généralement des unités de cavalerie, comprenant chacune entre 1 000 et 6 000 hommes. Quatre mille semble avoir été leur nombre moyen. Les Noumeroi (en grec Νούμεροι / Noúmeroi, « Garçons des bains », appelés ainsi pour la situation de leur base dans la ville), les Optimatoi (en grec  Ὀπτιμάτοι / Optimátoi, « les meilleurs »), et la tagma ton Teikhon (en grec Τειχών / Teikhṓn, « des murs ») sont des tagmata d'infanterie. La Vigla et les Noumeroi aident à la police de Constantinople ; la tagma des murs, comme son nom l'indique, défend les murs de Théodose et est plus généralement responsable de la défense de la capitale.
En plus de ces unités plus ou moins stables, quelques tagmata éphémères ou moins biens connus sont formés en tant qu'unités dévouées aux empereurs. Nicéphore Ier crée probablement l'unité des Hikanatoi (les « Capables ») qui lui survit pendant quelques décennies. Michel II crée les tessarakontarioi, unité spéciale de marine, et Jean Ier Tzimiskès les Athanatoi (en grec Ἀθάνατοι / Athánatoi, les « Immortels ») d'après l'ancienne unité perse.
Les unités tagmatiques sont généralement dirigées par un domestique, qui a pour lieutenant le topotérétès, hormis pour la Vigla, commandée par un drongaire. Les banda qui formaient ces unités étaient dirigés par un comte (komes en grec). Le domestique des Scholes, commandant du régiment des Scholes, devient peu à peu de plus en plus important, jusqu'à devenir l'officier le plus important au Xe siècle. Le recrutement de ces unités se fait sur la base du volontariat et peut s'appuyer sur la sélection des meilleurs éléments des régiments thématiques. Le service s'étale de dix-huit ans à quarante ans et la solde ainsi que l'équipement de ces soldats, assurés par l'Empire, sont meilleurs que pour les soldats des provinces..
Le tableau suivant montre, suivant Treadgold, l’évolution théorique des effectifs totaux des forces tagmatiques.
| Année        | 745    | 810    | 842    | 959    | 970    | 976    | 1025   |
| ------------ | ------ | ------ | ------ | ------ | ------ | ------ | ------ |
| Nombre total | 18 000 | 22 000 | 24 000 | 28 000 | 32 000 | 36 000 | 42 000 |

S'il est difficile d'obtenir une évaluation précise et si ces nombres demeurent contestés, les tagmata prennent progressivement le pas sur les forces thématiques, peu adaptées aux campagnes offensives que mène l'Empire à partir du la fin du IXe siècle.

### L'armée des Comnène

#### Instauration et succès

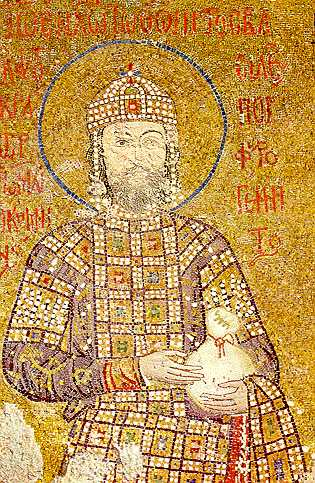
L'empereur Jean II Comnène acquit une grande renommée en tant que général et dirigea de nombreux sièges réussis. Sous sa direction, l'armée byzantine reconquit d'importants territoires sur les Turcs.

À l'avènement de la dynastie Comnène, en 1081, l'Empire byzantin avait été réduit à sa plus faible extension depuis le début de son histoire. Cerné par des peuples hostiles et ruiné financièrement par une longue période de guerre civile, l'empire semblait destiné à un avenir bien sombre. Mais, grâce à une politique hardie et déterminée, et à des années de campagnes militaires, Alexis, Jean et Manuel Comnène parvinrent à restaurer le pouvoir de l'empire en mettant en place une nouvelle armée sur de nouvelles bases. Cette force armée était à la fois professionnelle et disciplinée. Elle était constituée de puissantes unités telles que les gardes des Varanges et des Immortels (unité de cavalerie lourde), stationnées à Constantinople, et d'autres unités légères des provinces. Ces dernières incluaient la cavalerie des cataphractaires de Macédoine, Thessalie et Thrace, et d'autres forces régionales des côtes asiatiques de la mer Noire.
Sous Jean II, une unité macédonienne fut maintenue, et de nouvelles troupes de citoyens byzantins furent désormais recrutées dans les provinces. L'Asie Mineure commençant à prospérer sous les règnes de Jean II et Manuel Ier, on recruta davantage de soldats dans les provinces asiatiques de Néokastra, Paphlagonie et Séleucie (au Sud-Est). Des soldats furent aussi recrutés parmi les peuples vaincus, tels les Petchénègues (cavaliers archers), ou les Serbes, qui étaient utilisés comme colons stationnés à Nicomédie. Les troupes locales étaient organisées en unités régulières et basées à la fois dans les provinces asiatiques et européennes. Les armées comnèniennes étaient aussi souvent renforcées par des contingents venus d'Antioche, Serbie et Hongrie, bien qu'elles fussent formées aux deux tiers de troupes byzantines, contre seulement un tiers de troupes étrangères. Les unités d'archers, d'infanterie et de cavalerie étaient associées pour combiner l'utilisation de leurs différentes armes.
Cette armée comnénienne était très efficace, bien entraînée et bien équipée. C'était une force capable de combattre en Égypte, en Hongrie, en Italie et en Palestine. Cependant, comme c'était le cas de nombreux aspects de l'État byzantin sous les Comnène, la plus grande faiblesse de l'armée était que son organisation reposait sur un chef qui devait être assez puissant et compétent pour pouvoir diriger et mener à bien les opérations. Pendant les règnes d'Alexis Ier, Jean II et Manuel Ier, entre 1081 et 1180 environ, l'armée comnénienne garantit à l'empire une période de sécurité qui permit à la civilisation byzantine de s'épanouir. Mais à la fin du XIIe siècle, le commandement compétent sur lequel l'efficacité de l'armée des Comnène se fondait disparut en grande partie. La conséquence de cette crise d'état-major devait se révéler désastreuse pour l'Empire byzantin.

#### Négligence sous les Ange

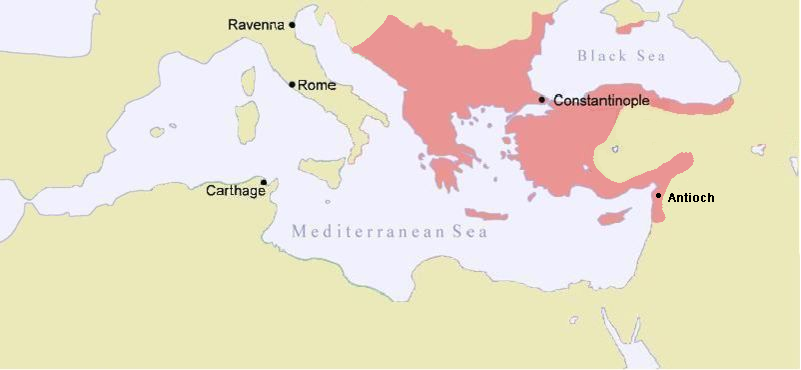
Carte de l'Empire byzantin sous Manuel Comnène, vers 1180.

En 1185, l'empereur Andronic Ier Comnène mourut. Avec lui disparaissait la dynastie Comnène, qui avait procuré à l'empire une série d'empereurs aux grandes qualités militaires pendant près d'un siècle. Elle fut remplacée par la famille des Ange, réputée la dynastie la plus incompétente ayant régné sur l'Empire byzantin.
L'armée byzantine est à ce moment un organisme très centralisé. Elle reposait sur le système selon lequel l'empereur rassemblait ses troupes et les conduisait, personnellement, sur le champ de bataille ou à l'assaut des forteresses ennemies. Les généraux étaient étroitement contrôlés et toute instruction et récompense provenait de Constantinople.
Toutefois, l'inaction et l'inaptitude des Ange conduisit rapidement à une décadence de la puissance militaire byzantine, à la fois sur terre et sur mer. Entourés d'une foule d'esclaves, maitresses et courtisans, ils permirent à des favoris indignes de gouverner l'empire, alors qu'eux-mêmes engloutissaient l'argent extorqué aux provinces dans de coûteuses constructions et des dons dispendieux aux églises de la métropole. Ils éparpillèrent tant les richesses que le trésor se trouva épuisé, et leur permissivité à l'égard des officiers de l'armée laissa l'empire pratiquement sans défense. Ensemble, ils consommèrent la ruine financière de l'État.
Les ennemis de l'empire ne perdirent pas de temps pour profiter de cette situation nouvelle. À l'Est, les Turcs violèrent les frontières de l'empire, érodant graduellement le contrôle qu'exerçait Byzance sur l'Asie Mineure. Dans le même temps, à l'Ouest, les Serbes et les Hongrois rompirent définitivement avec l'empire, alors qu'en Bulgarie, la pression fiscale des Ange provoquait une rébellion valaquo-bulgare en 1185. Cette révolte conduisit à l'établissement du Second Empire bulgare sur des territoires vitaux pour la sécurité de l'empire dans les Balkans. Kaloyan de Bulgarie annexa plusieurs cités importantes, alors que les Ange consumaient le trésor public en palais et jardins et tentaient de résoudre la crise par des moyens diplomatiques. L'autorité de Byzance en sortit sévèrement amoindrie, et l'absence de pouvoir au centre de l'empire encouragea sa dislocation, alors que les provinces prirent l'habitude de se tourner vers des puissants locaux pour assurer leur protection. Ceci réduisit d'autant plus les ressources nécessaires à l'empire et à son armée que de larges régions s'émancipèrent de l'autorité du pouvoir central.

### Analyse de l'effondrement du système militaire byzantin

#### Faiblesses structurelles
C'était dans ces circonstances que la désintégration du système thématique militaire, qui fut le fondement du remarquable succès de l'empire du VIIIe au XIe siècle, se révéla être une vraie catastrophe pour l'État byzantin.
Le premier avantage du système thématique avait été sa force numérique. On pense que l'armée byzantine de Manuel Comnène (r. 1143-1180) comptait dans ses rangs environ 40 000 hommes. Néanmoins, il est évident que les armées thématique des siècles précédents assuraient l'empire d'une force numérique supérieure. L'armée du thème de Thrakesion à elle seule fournissait 9 600 hommes dans la période 901-936, par exemple. De plus, les armées thématiques étaient placées dans les provinces, et leur indépendance supérieure par rapport au commandement central signifiait qu'elles pouvaient traiter avec des menaces rapidement à un niveau local. Cela, combiné à leur plus grand nombre, leur permit de munir l'empire d'une meilleure défense.
L'autre avantage clé du système thématique était qu'il offrait à l'Empire byzantin une bonne valeur de l'argent. Il fournit les ressources de ce grand nombre d'hommes mobilisés à bon marché. La cessation du système signifiait que les armées devenaient plus chères à la longue, ce qui réduisit le nombre de troupes que les empereurs pouvaient se permettre d'employer. La richesse considérable et l'habileté diplomatique des empereurs Comnène, leur constante attention aux questions militaires, et leurs fréquentes et énergétiques campagnes ont largement pesé dans la balance.
Cependant, les réformes des Comnènes ne pouvaient pas constituer une solution de long terme pour le maintien du statut de grande puissance : en effet, l'empire restauré reposait alors sur un empereur fort et compétent, y compris dans la gestion de l'armée. Manuel Comnène mort, cette compétence disparut. En effet, les deux derniers Comnène et leurs successeurs, les Ange, n'ont pas apporté le même soin à l'armée que Manuel et ses deux prédécesseurs. À partir de 1185, les empereurs byzantins trouvaient de plus en plus difficile de rassembler et payer des forces militaires suffisantes, alors que leur incompétence montra les limites du système militaire byzantin tout entier, dépendant qu'il était d'une direction personnelle compétente de l'empereur. Le sommet de la désintégration militaire de l'empire sous les Ange fut atteint le 13 avril 1204, quand les armées de la quatrième croisade pillèrent Constantinople et démantelèrent l'Empire byzantin.

#### Conclusion
Le problème n'était donc pas tant lié au fait que l'armée des Comnène était moins efficace au combat (le taux de succès de l'armée thématique était aussi varié que celui de la contrepartie Comnène) ; le problème se présente plutôt ainsi : parce qu'elle était une force plus petite et centralisée, l'armée du XIIe siècle avait besoin d'un degré plus élevé de direction compétente de l'empereur afin d'être efficace. Quoique formidable sous un meneur énergique, l'armée Comnène n'a pas aussi bien fonctionné sous le contrôle d'empereurs incompétents ou indifférents. La plus grande indépendance et flexibilité de l'armée thématique a fourni à l'ancien empire un avantage structurel qui, à partir du XIIe siècle, était perdu.
Il est ainsi possible d'affirmer que la fin du système thématique fut une grande perte pour l'Empire byzantin. Quoiqu'il fallût des siècles pour s'en rendre compte totalement, l'une des forces institutionnelles principales de l'Empire byzantin avait maintenant disparu. Ce n'était donc pas l'armée qu'il fallait blâmer pour le déclin de l'empire, mais le système qui soutenait tout cela. Sans les fortes institutions sous-jacentes qui ont pu perdurer au-delà du règne de chaque empereur, l'État était extrêmement vulnérable dans les temps de crise. Byzance en vint à trop faire confiance aux seuls empereurs, et sa survie ne fut plus certaine.

### Armées des royaumes en exil et des Paléologue

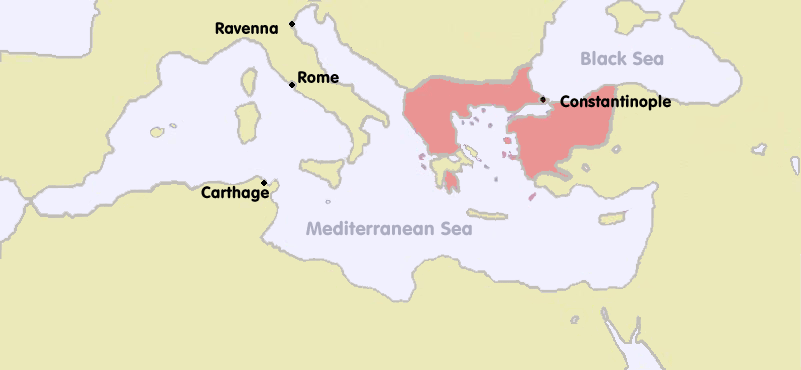
Carte de l'Empire byzantin en 1270.

Après l'année 1204, les empereurs de Nicée gardèrent certains aspects du système établi par les Comnène. Toutefois, malgré la restauration de l'Empire byzantin en 1261, les Byzantins n'ont plus jamais possédé les mêmes niveaux de prospérité, de territoires et de main-d'œuvre dont pouvaient disposer les empereurs Comnène et leurs prédécesseurs. En conséquence, la gent militaire était constamment à court de fonds. Après la mort de Michel VIII Paléologue en 1282, des mercenaires peu fiables comme ceux de la Compagnie catalane formèrent en outre une proportion des forces restantes jamais atteinte jusque-là.
À la chute de Constantinople en 1453, l'armée byzantine constitue une force hétérogène de 7 000 soldats, parmi lesquels 2 000 mercenaires étrangers. Les chances étaient quasiment inexistantes face à l'armée ottomane de 85 000 soldats assiégeant la ville. Les Byzantins réussirent pendant un temps à retenir la troisième attaque des Janissaires de l'élite du sultan, mais un général génois chargé de la défense, Giovanni Giustiniani, fut grièvement blessé pendant l'attaque, et son évacuation, le long des remparts, causa une panique dans les rangs des défenseurs. Certains historiens suggèrent que la porte Kerkoporta, de la section des Blachernes, était déverrouillée, et que les Ottomans ont fini par découvrir cette erreur. Les Ottomans s'y ruèrent. L'empereur Constantin XI Paléologue guida lui-même la dernière défense de la ville, et jetant de côté ses insignes impériaux, plongea tête la première sur les Ottomans qui chargeaient, et périt durant la bataille qui s'ensuivit, sur la rue, avec ses soldats. La chute de la capitale signifiait la fin de l'Empire byzantin. L'armée byzantine, dernière descendante de la légion romaine, n'existait plus.

## La vie du soldat

### Recrutement
Les conditions du recrutement ont profondément évolué en fonction des époques, allant de la contrainte au volontariat en passant par divers stades entre les deux. À la fin du IVe siècle, le service militaire contraint disparaît progressivement à partir de Théodose Ier. De ce fait, le caractère héréditaire du service tend aussi à s'estomper, même s'il se maintient assez solidement selon les unités. À la place de la conscription, les empereurs exigent plutôt un impôt en or, qui fournit à l'Empire les moyens de recruter des effectifs parmi diverses populations, notamment les peuples extérieurs et à les équiper. L'Empire d'Orient, à la différence de l'Empire romain classique, distingue donc assez nettement la société civile de l'armée. Ce système trouve à s'exprimer en raison de la richesse de l'Empire byzantin, bien plus prospère que l'Empire d'Occident mais il périclite avec le déclin économique connu par les successeurs de Justinien. L'Empire peine alors à maintenir des effectifs suffisants et des vagues de recrutement sont lancées, notamment par Tibère II Constantin qui engage d'importants régiments de troupes germaniques. En parallèle, la dureté de la vie militaire couplée à des soldes insuffisantes ou payées avec retard n'encouragent pas les volontaires à se presser dans les rangs, ce qui explique en partie les difficultés militaires de l'Empire au tournant de l'an 600.

## La cavalerie

### L'infanterie
Après la disparition de la légion, l'infanterie ne servit plus que comme unité de soutien pour la cavalerie. Néanmoins, l'Empire byzantin continua à utiliser l'infanterie, bien qu'elle ne soit pas la seule et que ses fantassins ne soient pas les plus polyvalents. Il y avait deux catégories de troupes à pied : tout d'abord l'infanterie lourde, équipée d'une lance, d'un bouclier et d'une cuirasse, qui servait de force d'appoint face aux unités montées tandis qu'un deuxième groupe, l'infanterie légère, appelée la « garde byzantine », était armée d'arcs, était moins protégée mais plus mobile. Elle est utilisée dans le but d'affaiblir l'ennemi avant la charge de la cavalerie ou pour harceler les soldats en déroute, mais elle était aussi généralement employée sur les remparts des villes. Dans un premier temps, elle était chargée d'affaiblir l'ennemi avec des flèches, avant de le rencontrer directement. Les latinikons, troupes expérimentées et moins nombreuses, étaient constitués de vétérans et nobles byzantins. Armée d'une épée, de javelots et d'un bouclier, protégée par une lourde cotte de mailles, elle était une troupe de choc pouvant tenir les rangs même dans les cas les plus critiques.

### Les pronoiaires
Les troupes pronoiaires apparurent au XIIe siècle, en particulier durant le règne de l'empereur Manuel Ier Comnène (1143-1180). Il s'agissait de soldats payés par octroi de terres au lieu de réception d'une solde en argent, mais ils n'opéraient pas au sein du vieux système des thèmes de la période mésobyzantine. Les pronoiai consistaient essentiellement en un droit de taxer les citoyens qui vivaient à l'intérieur des terres concédées (les parèques). Les pronoiaires (ceux à qui avait été concédée cette pronoia) devinrent alors en quelque sorte des collecteurs d'impôts, qui étaient autorisés à garder une partie des revenus qu'ils prélevaient. Ces hommes ont été par conséquent souvent comparés aux chevaliers occidentaux : en partie soldats, en partie des dirigeants locaux. L'empereur demeurait néanmoins le propriétaire légal des terres des pronoiaires. Cavaliers pour la plupart, les pronoiaires étaient équipés de cottes de mailles, de lances et de bardes pour leurs chevaux. Manuel rééquipa sa cavalerie lourde à la façon occidentale durant son règne. Il est fort probable que beaucoup de ces troupes étaient des pronoiaires. Ces troupes devinrent fréquentes après 1204, au service de l'Empire de Nicée, à l'Ouest de l'Anatolie.

## Soldats étrangers et mercenaires

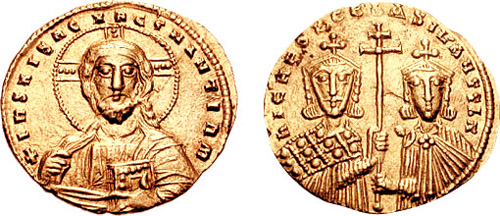
Pièce de l'empereur Basile II, fondateur de la Garde varangienne.

Pendant toute la durée de son existence, depuis la fondation de Constantinople comme capitale de l'empire le 11 mai 330, jusqu'à la prise de la cité par les Ottomans le 29 mai 1453, l'armée byzantine recrute des troupes de diverses nationalités et groupes ethniques (Francs, Turcs, Grecs, Slaves, Normands, Saxons, Huns et Sarmates...). Souvent, ces troupes complètent ou assistent les forces régulières de l'empire, sur le modèle des auxiliaires de l'armée romaine. Parfois, elles forment même la plus grande part de l'armée byzantine. Mais pour la plupart de la longue histoire de l'armée byzantine, les soldats étrangers et militaires reflétaient la prospérité et la puissance de l'Empire byzantin, pour l'empereur qui est capable de rassembler des armées composé de soldats originaires de toutes les régions du monde connu. Il était fréquent que des chefs de guerre nordiques (angles, saxons, slaves) recherchent l'appui de Byzance contre un autre peuple, ou des richesses voire des territoires, en s'intégrant dans l'armée byzantine.
Dans les premiers siècles de l'Empire, c'est le modèle des Fédérés qui s'impose. Déjà présents dans l'Empire romain unifié. Il s'agit d'une sorte de contrat (un foedus) conclu avec une ethnie qualifiée de barbares. Cette dernière se met au service de l'armée romaine, tout en conservant son autonomie et bénéficie parfois d'un droit d'installation. Des foedus sont notamment conclus avec les Goths, avec des résultats divers puisqu'il arrive périodiquement qu'ils se soulèvent. Ce modèle se retrouve aussi avec certains peuples arabes de la frontière orientale, comme les Ghassanides, qui constituent une sorte de royaume client et soutient l'effort de guerre byzantin face aux Sassanides.
Durant la période méso-byzantine, l'Empire continue d'avoir recours à des mercenaires, parfois regroupés dans des unités dédiées que sont les Hétairies. L'origine de ces troupes est diverse mais il s'agit surtout d'Arméniens et éventuellement de Slaves. Au fur et à mesure de la résurgence de la puissance byzantine, l'Empire recrute de plus en plus de mercenaires. Des Arabes chrétiens sont mentionnés dans l'armée byzantine au IXe siècle et apparaissent aussi des soldats venus de pays plus nordiques. Au Xe siècle, la garde varangienne est créée, constituant l'une des plus prestigieuses unités de mercenaires de l'Empire et regroupe des soldats d'origine Rus' mais aussi des Normands ou des Anglo-saxons. L'un de ses chefs les plus connus, Harald Hardrada, devient ensuite roi de Norvège sous le nom d'Harald III. Le service dans ce régiment est particulièrement prestigieux puisqu'elle s'apparente à une véritable garde impériale, capable d'intervenir également sur le champ de bataille et elle survit presque jusqu'aux derniers temps de l'Empire. Sous les Comnènes, les empereurs font de plus en plus appel à des mercenaires occidentaux, qu'ils soient normands ou francs comme Roussel de Bailleul ou Robert Crispin. Le recours à ces mercenaires peut parfois faire courir le risque de perdre le contrôle sur ces unités. Les Normands recrutés en Italie se mettent ainsi à conquérir le catépanat d'Italie au milieu du XIe siècle, tandis que la compagnie catalane dévaste les alentours de Constantinople sous Andronic II Paléologue. Néanmoins, en de nombreuses occasions, les mercenaires se distinguent au combat et enrichissent aussi les possibilités tactiques de l'armée byzantine, à l'image des chevaliers latins particulièrement appréciés par les empereurs Comnènes. PLus largement, le recours aux mercenaires vise parfois à pallier le manque de troupes régulières, incitant l'Empire à faire appel à des forces étrangères dont il peut acheter les services. Les Coumans se joignent ainsi à Alexis Ier contre les Petchénègues. La distinction entre alliance et mercenariat tend ainsi à se réduire.

## Tactique et stratégie militaire
La cavalerie pouvait se disposer de différentes façons : sur dix rangs, quatre de lanciers, quatre d'archers, deux de lanciers ; sur cinq rangs, deux de lanciers, deux d'archers et un de lanciers.
Les unités de fantassins avaient une profondeur variable selon la nécessité.
Lors des combats, les unités de recrues étaient moins étirées, plus profondes. Cela renforçait leur moral. Les unités n'étaient pas forcément mixtes. Ainsi, certaines unités n'étaient constituées que d'archers, d'autres de lanciers. Les généraux devaient, dans ce cas-là, améliorer la coordination de l'armée. Pour ce faire, les boucliers, fanions de lances et autres décorations de casques sont de même couleur au sein d'une même unité.
L'unité de base, formée de dix hommes, est appelée dekarchiai au sein  de la cavalerie, et formée de seize fantassins, locharghiai, dans l’infanterie. Il s'agit là d'une rupture d'avec la tradition romaine décimale et d'une restauration du système hellénistique (comme la recréation d'un mérarche, commandant de 2 000 soldats, soit une « mérarchie » de la phalange macédonienne).

## Philosophie militaire byzantine
Malgré l'importance que l'Empire byzantin attachait à sa position de protecteur du véritable christianisme orthodoxe, tant contre les musulmans que contre les catholiques, l'empire n'a jamais développé ou compris le concept de « guerre sainte ». Les concepts similaires du djihad et de la croisade lui semblaient être de grossières perversions des textes sacrés ou de simples excuses pour le pillage et la destruction. Les empereurs, généraux ou théoriciens militaires considéraient la guerre comme un échec. C'est seulement en faisant la guerre défensivement ou pour venger une injustice qu'on la considérait comme juste, et dans de tels cas, les Byzantins croyaient que Dieu les protègerait.

## Principales batailles de l'Empire byzantin

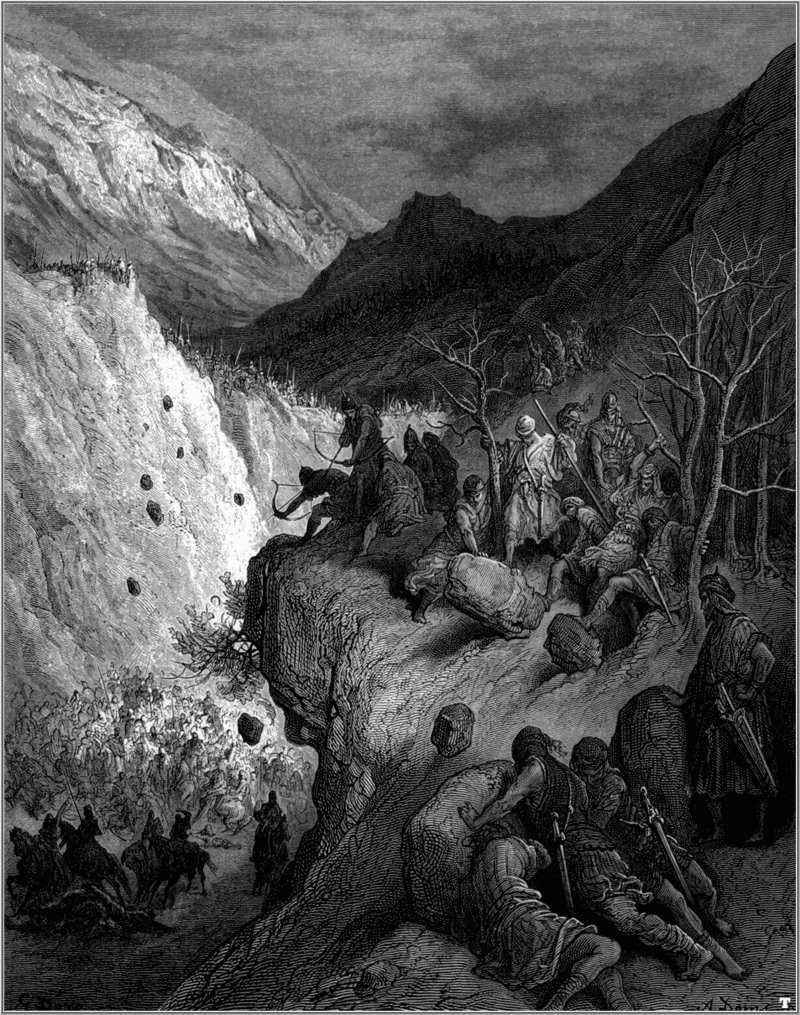
Cette gravure de Gustave Doré représente l'embuscade tendue par les Turcs lors de la bataille de Myriokephalon (1176).

### Époque protobyzantine
- Bataille de Dara (530)
- Bataille de Tricaméron (533)
- Bataille de Taginae (552)
- Bataille de Ninive (627)
- Bataille du Yarmouk (636)
- Bataille de Carthage (698)
- Siège de Constantinople (717-718)

### Époque mésobyzantine
- Bataille de Pliska (811)
- Bataille d'Anchialos (917)
- Bataille du Kleidion (1014)
- Bataille de Manzikert (1071)
- Bataille de Dyrrhachium (1081)
- Bataille de Lebounion (1091)
- Siège de Nicée (1097)
- Bataille de Beroia (1122)
- Bataille de Sirmium (1167)
- Bataille de Myriokephalon (1176)
- Bataille d'Hyelion et Leimocheir (1177)

### Époque tardive
- Bataille d'Antioche du Méandre (1211)
- Bataille de Pélagonia (1259)
- Siège de Constantinople (1394-1402)
- Siège de Constantinople (1422)
- Chute de Constantinople (1453)